# La mujer en la Antigua Roma

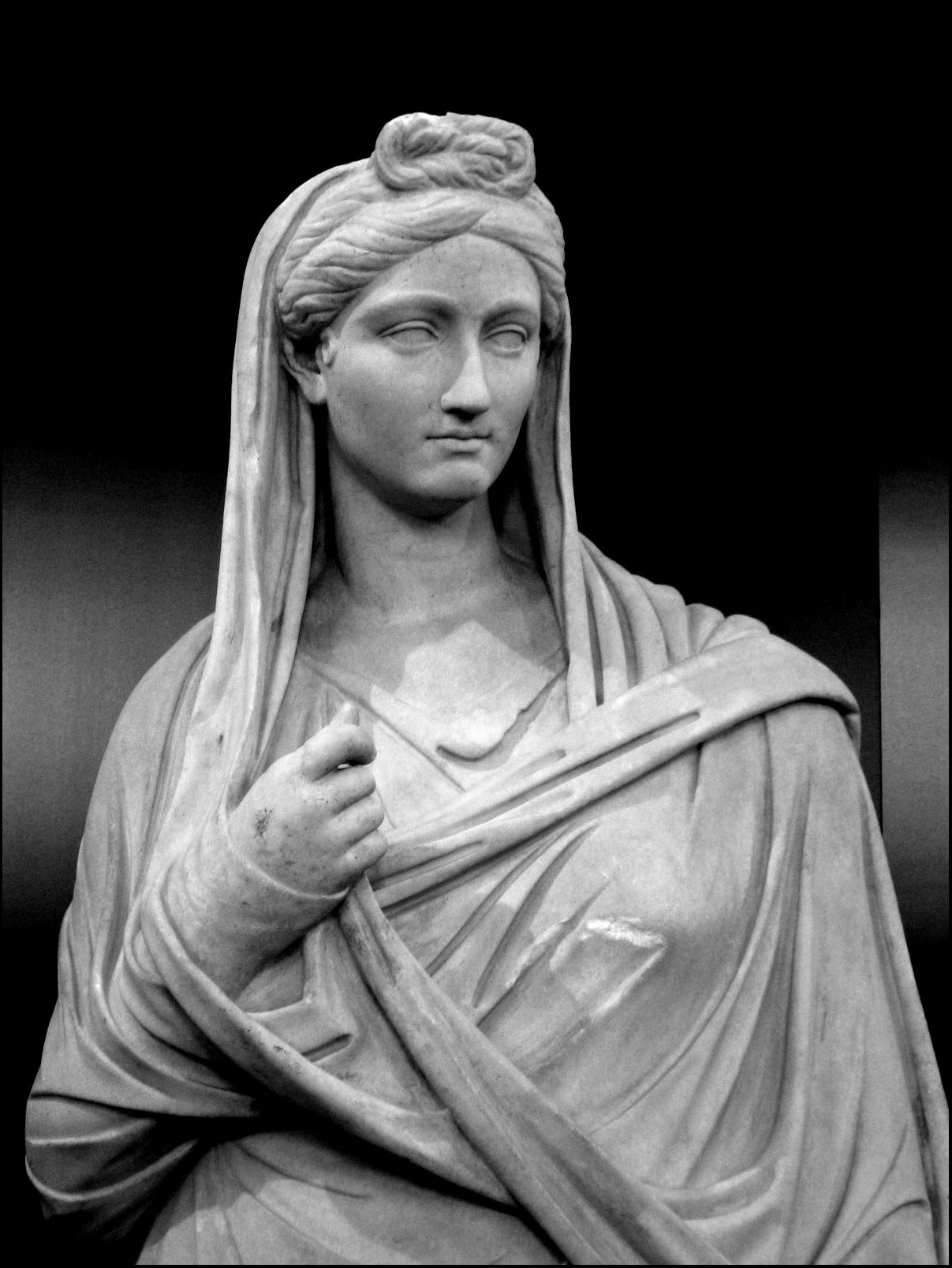
La culta, y viajera Vibia Sabina fue sobrina nieta del emperador Trajano y esposa de su sucesor, Adriano. A diferencia de otras emperatrices, representó un papel muy pequeño en la política de la corte y se mantuvo independiente en la vida privada al no tener hijos satisfacción emocional en asuntos del amor.

En la Antigua Roma, todas las mujeres que nacían libres eran ciudadanas (cives), pero no podían votar ni ocupar cargos públicos. Debido a este limitado papel público de la mujer en la Antigua Roma, los historiadores romanos mencionan con menos frecuencia a las mujeres que a los hombres. Sin embargo, mientras que las mujeres romanas en general no tenían ningún poder político directo, las de familias ricas y destacadas podían ejercer (y de hecho ejercían) gran influencia a través del entorno privado. Entre las mujeres excepcionales que han dejado una marca indeleble en la historia están las semilegendarias Lucrecia y Claudia Quinta, cuyas historias tienen un matiz mítico; las decididas mujeres republicanas como Cornelia, madre de los Gracos, y Fulvia, que comandó un ejército y acuñó monedas con su imagen; las mujeres de la dinastía Julio-Claudia como Livia Drusila, la más prominente, que contribuyó a la formación de las costumbres imperiales; y la emperatriz Helena, una fuerza motriz en la propagación del cristianismo.
Como sucedió con los hombres, las mujeres de la élite y sus significativos actos políticos eclipsaron a las mujeres de rango inferior en los registros históricos. Las inscripciones y sobre todo los epitafios documentan los nombres de un gran número de mujeres a lo ancho del Imperio romano, pero no nos dicen mucho más de ellas. Algunas instantáneas de la vida diaria se han preservado en los géneros literarios latinos como la comedia, la sátira o la poesía, en especial en los poemas de Catulo y Ovidio que ofrecen vívidos destellos de las mujeres romanas en los comedores y tocadores, en los eventos deportivos y teatrales, de compras, maquillándose, practicando la magia, preocupadas por el embarazo —sin embargo, todo visto a través de ojos masculinos—. Las cartas de Cicerón, por ejemplo, revelan de manera informal como el autoproclamado gran hombre interactuó de puertas para dentro con su esposa Terencia y su hija Tulia, al igual que sus discursos demuestran con menosprecio las varias vías por las que podían disfrutar las romanas de una libre vida sexual y social.
El único papel público principal reservado exclusivamente a las mujeres fue en el ámbito religioso: el sacerdocio de las vestales. Libres de cualquier obligación matrimonial o de tener hijos, las vestales se dedicaban al estudio y la correcta observación de los ritos considerados necesarios para la seguridad y supervivencia de Roma, y que no podían ser realizados por los colegios masculinos de sacerdotes.

## Infancia y juventud

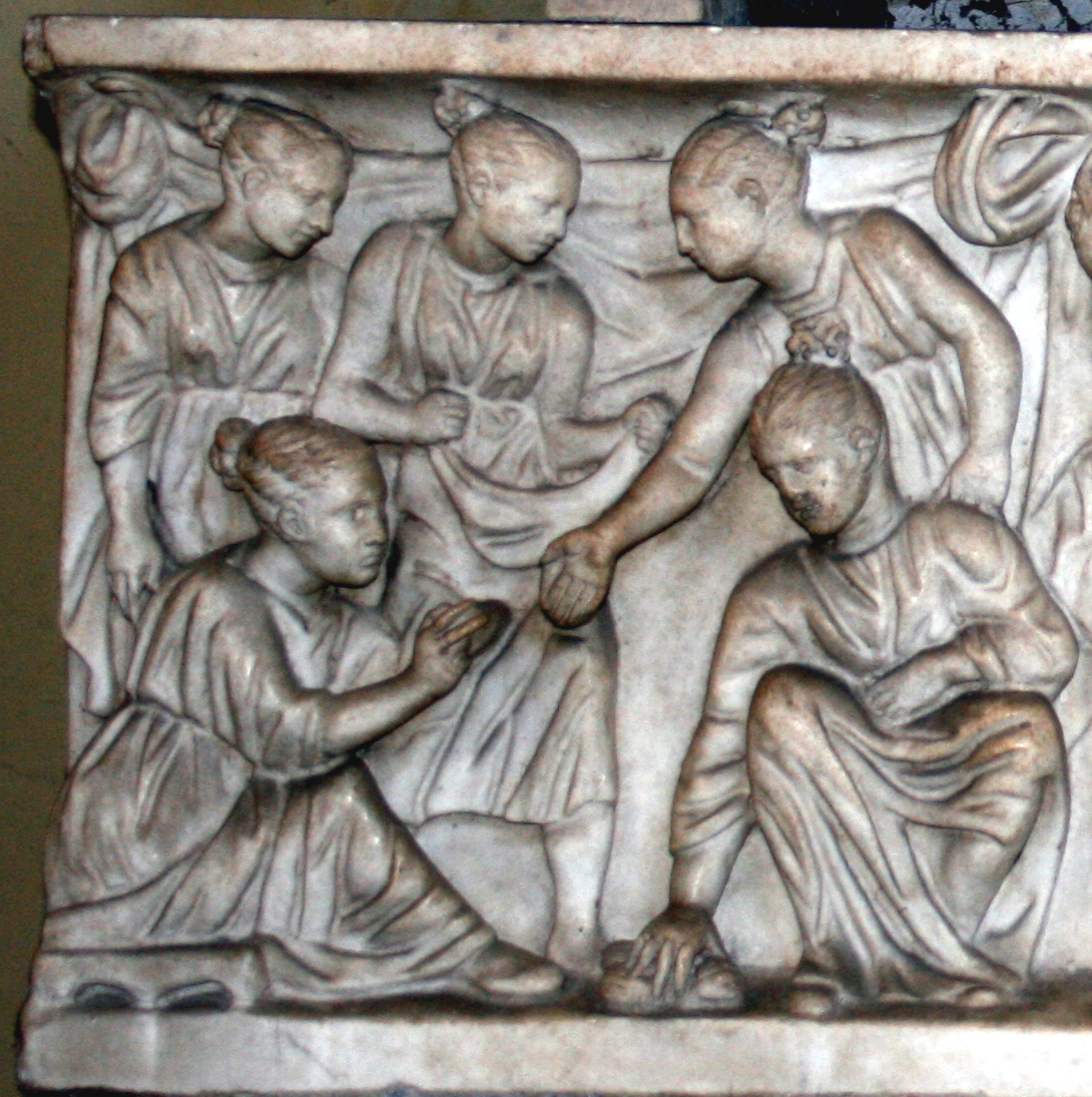
Niñas romanas jugando.

Se conocen los juguetes de los niños romanos gracias a la arqueología y a las fuentes literarias. En el arte, las niñas están representadas jugando a lo mismo que los niños: a la pelota, al aro, a las tabas. A veces se encuentran muñecas en las tumbas de aquellas niñas que murieron antes de alcanzar la edad adulta. Estas muñecas tienen un tamaño de entre 15 y 16 cm (alrededor de la mitad de la altura de una barbie), brazos y piernas articulados y están fabricadas con madera, terracota y, especialmente, con hueso y marfil. Cuando las niñas llegaban a la mayoría de edad, dedicaban sus muñecas a Diana, la diosa más relacionada con la infancia de las niñas, o a Venus, cuando se estaban preparando para el matrimonio.

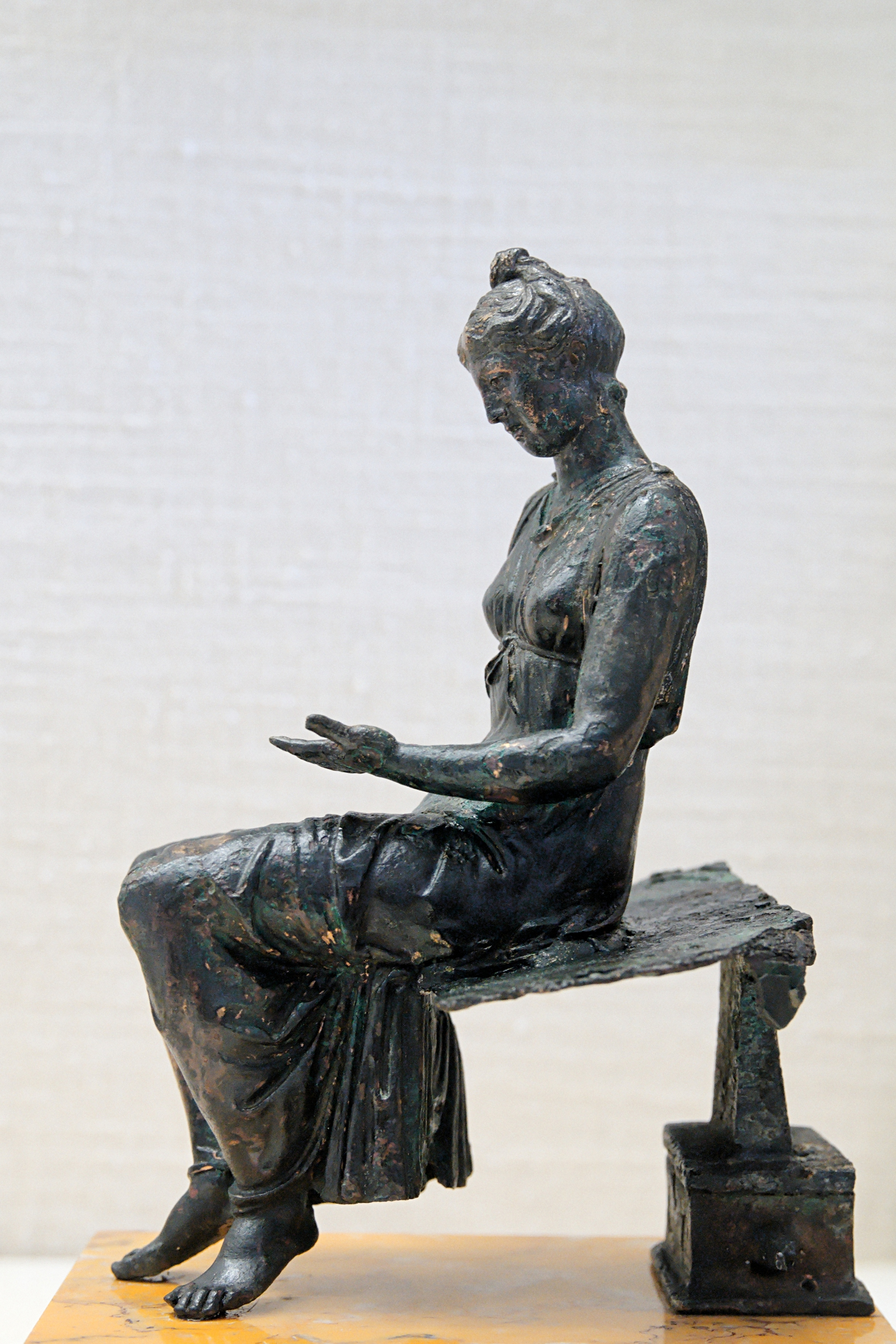
Estatua de bronce del siglo I que representa a una mujer leyendo.

Algunas niñas fueron a una escuela primaria pública, aunque quizá muchas no lo hicieron. De los escritos de Ovidio y Marcial se deduce que niños y niñas eran educados todos juntos o de forma similar y Livio da por sentado que la hija de un centurión podía ir a la escuela. A los niños de la élite se les enseñaba griego, además de latín, desde temprana edad. Tanto niñas como niños aprendían a comportarse socialmente asistiendo a cenas y otros eventos. Las niñas, además de los niños, participaban en las fiestas religiosas. Ambos, niñas y niños, cantaban composiciones ceremoniales en coros —por ejemplo, con motivo de los Juegos Seculares del año 17 a. C—.
Entre las clases altas, las mujeres, según ciertas fuentes, recibieron una buena educación (para algunas fue excelente) y en ocasiones, fueron elogiadas por los historiadores por su educación y cultura. Cornelia, la joven esposa de Pompeyo en el momento de su muerte, se distinguió por su arte musical y sus conocimientos de geometría, literatura y filosofía. Este grado de aprendizaje indica una preparación formal. Sin embargo, como consecuencia de que las mujeres no participaban en la vida pública oficial, las vidas de las niñas y los niños divergían radicalmente después de que alcanzaban la mayoría de edad; los monumentos conmemorativos reconocen sus cualidades domésticas más a menudo que sus logros intelectuales. Las habilidades que una matrona romana necesitaba para dirigir un hogar familiar requerían de entrenamiento. Así, las madres trasmitían sus conocimientos a sus hijas como correspondía a su situación en la vida, dado el hincapié de la sociedad romana en la tradición (en latín, mos maiorum).

## La mujer en la familia y ante el derecho

### Siempre una hija

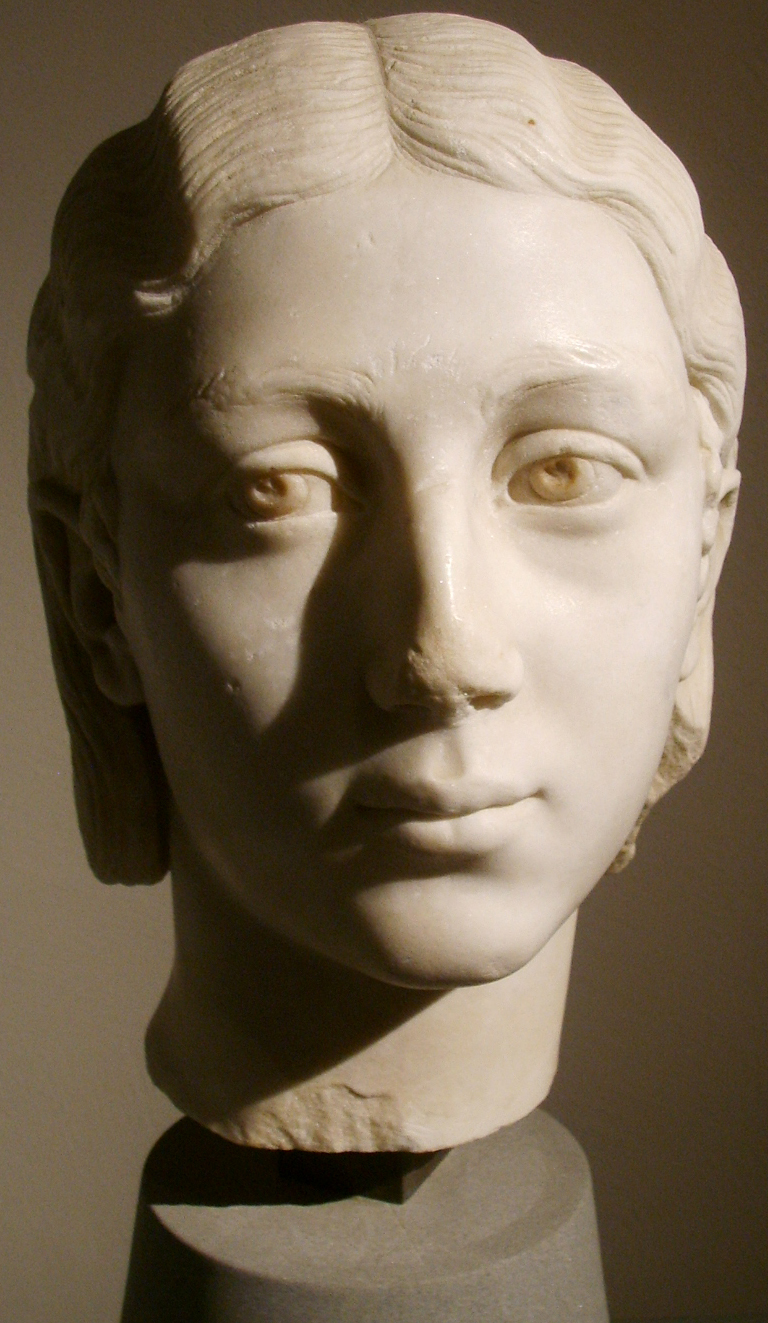
Busto de una muchacha romana del siglo III.

Tanto las hijas como los hijos estaban sujetos a la patria potestad: el poder ejercido por el padre como cabeza de familia. En la Antigua Roma, una familia era considerada un cuerpo sobre el que tenía dominio el pater familias. Los esclavos, que no tenían capacidad legal, eran parte de la casa como propiedad. A principios del Imperio, la situación legal de las hijas difería poco o nada de la de los hijos. Si el padre moría sin dejar testamento, el derecho de la hija a compartir la propiedad familiar era igual que la del hijo, a pesar de que la legislación del siglo II a. C. había tratado de limitar ese derecho. Aparte del estado legal, las hijas parecían no menos apreciadas en la familia romana que los hijos, aunque se esperaba que los hijos aseguraran el prestigio de la familia siguiendo los pasos de sus padres en la vida pública.
El pater familias tenía el derecho y el deber de encontrar un marido para su hija, puesto que los primeros matrimonios fueron normalmente acuerdos matrimoniales. En teoría, la pareja debía ser lo suficientemente mayor como para dar su consentimiento, pero la edad de consentimiento sexual era de doce años para las chicas y de catorce para los chicos. En la práctica del matrimonio, los chicos parece que eran en promedio cinco años mayores que las chicas. Entre la élite, catorce era la edad de transición de la infancia a la adolescencia. Sin embargo, los compromisos se podían organizar por razones políticas cuando la pareja era demasiado joven para casarse  y, en general, las mujeres nobles se casaban antes que las de las clases bajas. La mayoría de las romanas ya estaba casada entre la pubertad y los veintipocos. Se esperaba que una niña aristocrática fuera virgen en el momento del matrimonio como su corta edad podía indicar. Una hija podría rechazar legítimamente un compromiso hecho por sus padres solo demostrando que el futuro marido tenía mal carácter.
En el inicio de la República, la novia pasaba a la potestad de su marido, pero en menor medida que sus hijos. Sin embargo, a principios del Imperio, la relación jurídica de una hija con su padre se mantuvo sin cambios cuando aquella se casaba, incluso aunque se mudara a la casa de su marido. Este arreglo fue uno de los factores del grado de independencia que las romanas disfrutaron en comparación con las otras culturas antiguas, arreglo que ha llegado a nuestros días. Aunque tuvo que responder ante su padre legal, no hacía su vida diaria bajo su escrutinio; y su marido no tenía poder legal sobre ella.
Se esperaba de una hija que fuera respetuosa con su padre y que permaneciera leal a él, incluso si eso significaba discrepar con sus maridos. El respeto no fue siempre completo. Después de concertar los dos primeros matrimonios de su hija, Cicerón desaprobó —con razón como se vio después— la elección de Tulia del poco fiable Dolabela; pero se vio incapaz de evitar el matrimonio.
Las hijas mantenían su propio nombre familiar de por vida, no adoptando el de su marido. Los niños tomaban normalmente el de sus padres. Sin embargo, en época imperial, los niños podían hacer a veces que el nombre familiar de su madre fuera parte del suyo o incluso adoptarlo en su lugar.

### Las mujeres y sus derechos
A pesar de que los derechos y la condición de las mujeres en los primeros tiempos de la historia de Roma era más restringido que en el periodo tardorrepublicano y el Imperio, ya en el siglo V a. C. las romanas podían poseer tierras, redactar sus propios testamentos y comparecer en los tribunales. El historiador Valerio Máximo dedica una sección de su obra a las mujeres que llevan casos en su nombre o en el de otros. Estas mujeres mostraban habilidad como oradoras en la sala del tribunal, aunque la oratoria era considerado el propósito clave de los más ambiciosos hombres de Roma. Una de estas mujeres, Mesia de Sentinum, se identifica por su origen en la ciudad de Sentinum y no, como era costumbre, por su relación con un hombre. La independiente Mesia habló en su propia defensa y fue absuelta casi por unanimidad después de solo un juicio corto debido a que ella se expresó con firmeza y efectividad. Dado que estas características se consideraban masculinas, el historiador opinó que bajo su apariencia femenina había un «espíritu viril»; más tarde adquirió el cognomen Andrógina.
La habilidad de Mesia para presentar un caso «metódica y vigorosamente» sugiere que, si bien las mujeres no declaraban regularmente en audiencias públicas, tenían experiencia en declamación privada y juicios de familia. Caya Afrania, la esposa de un senador de los tiempos de Sila, aparece con tanta frecuencia ante el pretor que presidía los juicios, a pesar de que tenía abogados masculinos que podían haber hablado por ella, que fue acusada de calumnia, acusación maliciosa. Por consiguiente, se promulgó un edicto que prohibía a las mujeres que demandaran en nombre de otros con el argumento de que ponía en peligro su pudicitia: la modestia adecuada a su posición social. Se debe mencionar que, si bien se cuestionaba a las mujeres a menudo por su debilidad mental e ignorancia de la ley (y, por tanto, tenían necesidad de la protección de abogados masculinos), en realidad se emprendieron acciones para restringir su influencia y efectividad. A pesar de esta específica restricción, hay numerosos ejemplos de mujeres que tomaron medidas informadas en asuntos legales durante el periodo tardorrepublicano y el Principado, incluyendo el dictado de estrategias legales a sus abogados tras las bambalinas.
Una mujer emancipada se convertía legalmente en sui iuris, o su propia persona física, y podía poseer propiedades y disponer de ellas como estimase oportuno. Si un pater familias muriese sin testamento, el derecho establecía la división equitativa de sus bienes entre sus hijos, sin tener en cuenta su edad o sexo. Un testamento que dispusiera lo contrario o emancipara a cualquier miembro de la familia sin el debido proceso legal podía ser impugnado. Desde la República tardía en adelante, una mujer que heredaba una parte proporcional con sus hermanos habría sido independiente del control agnaticio.
Al igual que con los menores de edad, una mujer emancipada tenía designado un tutor legal. La mujer conservaba sus prerrogativas de administración; el propósito del tutor (si no el único) era dar consentimiento formal a sus acciones. El tutor no tenía nada que decir en su vida privada, por lo que una mujer sui iuris podía casarse a su antojo. También tenía ciertas vías legales si deseaba recusar a un tutor obstaculizador. Bajo Augusto, una mujer que había obtenido el ius liberorum —derecho legal a ciertos privilegios tras haber tenido tres hijos— estaba también liberada de la tutela; y el emperador Claudio prohibió la tutela agnaticia. El papel de la tutela como institución legal disminuyó gradualmente hasta que el jurista Cayo, en el siglo II d. C., dijo que no veía razones para que continuara. La cristianización del Imperio, comenzando con la conversión del emperador Constantino a comienzos del siglo IV d. C., tuvo finalmente consecuencias para la situación jurídica de la mujer.

### Leyes de matrimonio

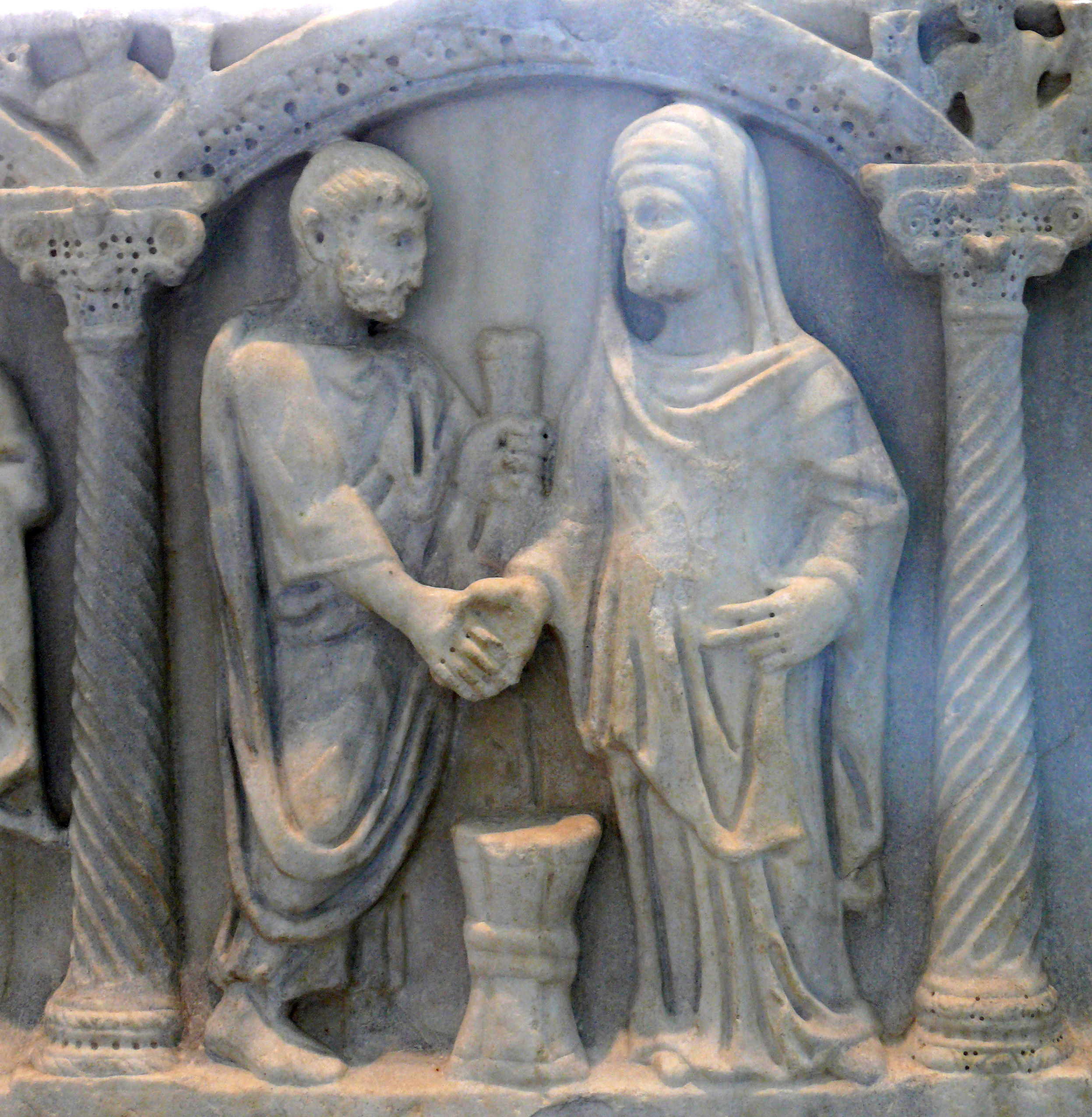
Detalle de un sarcófago del siglo IV. Una pareja en la ceremonia de unir las manos. El cinturón anudado de la novia simbolizaba que su marido estaba atado a ella.

En los primeros tiempos de la República romana, las novias pasaban del poder de sus padres al de sus maridos (en latín, manus). Quedaban por tanto bajo la potestad de sus maridos, aunque en menor medida que sus hijos. Este matrimonio cum manu significaba que la mujer estaba subyugada por su marido; pero esta práctica estaba en desuso en el siglo I d. C. reemplazada por el matrimonio libre, sine manu, que no daba ningún derecho al marido sobre su esposa o no producía ningún cambio en la situación de la mujer. Durante la época clásica del Derecho romano, el matrimonio no requería de ninguna ceremonia; solo la mutua voluntad y el acuerdo de vivir juntos en armonía. Las ceremonias, contratos y otras formalidades matrimoniales solo tenían la intención de probar que una pareja estaba de hecho casada. Bajo el temprano derecho romano, los matrimonios cum manu podían originarse de tres formas: confarreatio, simbolizado por el reparto del pan (en latín, panis farreus); coemptio, una venta ficticia de la mujer; y usus, por convivencia. Los patricios siempre se casaban por confarreatio, mientras que los plebeyos lo hacían por las dos últimas. En el matrimonio cum manu por usus, si una mujer se ausentaba tres noches consecutivas al menos una vez al año, evitaba que su marido tuviera control legal sobre ella. Esto difiere de la costumbre ateniense del matrimonio concertado y las esposas secuestradas que no podían caminar por las calles sin escolta.
El tipo de matrimonio conocido como cum manu era la norma en la República temprana, pero progresivamente se volvió menos frecuente. Bajo esta temprana forma de matrimonio, la novia pasaba a la mano de su marido; esto es, era transferida de la potestad de su padre a la de su esposo. Su dote, cualquier derecho de herencia obtenido a través de su marido y cualquier propiedad que adquiriese después de su matrimonio le pertenecían a él. Los maridos podían divorciarse por adulterio y hay registrados algunos divorcios por esterilidad de la esposa. El matrimonio cum manu era una relación desigual. Cambiaba a los herederos sin testar de una mujer de sus hermanos a sus hijos no porque fuese su madre, sino porque ante la ley su posición era la misma que la de una hija de su marido. Bajo la manus se esperaba que las mujeres obedecieran a sus esposos en casi todos los aspectos de sus vidas.
Esta forma arcaica de matrimonio había sido abandonada casi por completo en tiempos de Julio César, cuando una mujer permanecía jurídicamente bajo la autoridad paterna incluso cuando se trasladaba a la casa de su marido. Este acuerdo era uno de los factores de la independencia que las romanas disfrutaban en comparación a otras muchas culturas desde la Antigüedad a los tiempos modernos. El llamado matrimonio sine manu o libre no causaba ningún cambio en el estatus personal de la esposa o del marido. El matrimonio libre implicaba a dos ciudadanos o a una persona con ciudadanía y otra que tenía derecho latino; y en el Bajo Imperio romano, y con permiso oficial, a soldados con ciudadanía y personas sin ciudadanía. En estos matrimonios la novia entregaba la dote al marido. Si el matrimonio terminaba sin adulterio, él le devolvía la mayor parte. Tan completa era la separación de bienes que los obsequios entre esposos no se reconocían como tales: si una pareja se divorciaba o incluso si vivía separada, el donante podía reclamar el regalo; sin embargo, si el donante moría, se validaba el regalo al cónyuge superviviente.

#### Divorcio
El divorcio era una figura relativamente informal, que concernía principalmente a la esposa que dejaba la casa de su marido y recuperaba la dote. Según el historiador Valerio Máximo, los divorcios comenzaron en el año 604 a. C. o antes. El código legal de mediados del siglo V a. C. conocido como la Ley de las Doce Tablas contemplaba el divorcio. El divorcio era socialmente aceptable si se llevaba a cabo dentro de las normas sociales (mos maiorum). En tiempos de Cicerón y Julio César, era relativamente común y libre de vergüenza, objeto de chismorreos más que de desgracia social. Valerio Máximo menciona que Lucio Annio fue criticado porque se divorció de su esposa sin consultar antes con sus amigos; esto es, lo llevó a cabo por su propio interés sin considerar los efectos que tendría en su red social (amicitia y clientela). Por lo tanto, los censores del año 307 a. C. lo expulsaron del Senado por comportamiento inmoral.
Sin embargo, en otro sitio, se afirma que el primer divorcio ocurrió en el año 230 a. C., momento en el cual Dionisio de Halicarnaso menciona que Espurio Carvilio, hombre distinguido, fue el primero en divorciarse de su esposa debido a su infertilidad. Este Carvilio fue probablemente Espurio Carvilio Máximo Ruga, cónsul de la República los años 234 y 228 a. C. Las pruebas son confusas.
Durante el periodo clásico del Derecho romano, un hombre o una mujer podían romper el matrimonio simplemente porque quisiesen, sin necesidad de dar razones. A menos que la esposa pudiese probar que el marido era un inútil, él se quedaba con los niños. Debido a que las propiedades se mantenían separadas durante el matrimonio, el divorcio de un matrimonio libre o sine manu, era un procedimiento muy fácil.

#### Nupcias sucesivas
La frecuencia de nuevos matrimonios entre la élite fue alta. Un nuevo matrimonio rápido no era inusual (fue quizá incluso habitual) para la aristocracia romana tras la muerte del cónyuge. Mientras que para un viudo no estaba prescrito un periodo de espera formal, se acostumbraba a que una mujer mantuviera un duelo de diez meses antes de casarse. Esta duración está relacionada con el embarazo: si una mujer había quedado embarazada justo antes de la muerte de su esposo, el periodo de diez meses aseguraba que no había dudas de la paternidad a la que se asociaría el nacimiento, pues afectaba a la herencia y estatus social del niño. Ninguna ley prohibía que las mujeres encinta se casaran. Hay casos bien conocidos: Augusto se casó con Livia cuando esta estaba embarazada de su marido anterior, Tiberio Nerón; el colegio de pontífices dictaminó que era admisible siempre y cuando se determinara primero el padre del niño. Tiberio Nerón llegó a asistir a la boda.
Debido a que los matrimonios de la elite se concertaron a menudo por razones políticas o económicas, las viudas y divorciadas con activos en estas áreas afrontaba pocos obstáculos para volver a casarse. Eran más propensas a ser emancipadas legalmente que las novias primerizas y a tener voz en la elección del marido. Los matrimonios de Fulvia, que comandó tropas durante la guerra de Perusia y fue la primera romana en tener su cara en una moneda, se cree que indican sus propias simpatías y ambiciones políticas: primero se casó con el campeón popular Clodio, que fue asesinado en la calle después de una larga enemistad con Cicerón; después con Escibonio Curión, una figura de incierta ideología que en el momento de su muerte era partidario de Julio César; y, para finalizar, con Marco Antonio, el último oponente de la oligarquía republicana y del futuro primer emperador de Roma.
El escritor e historiador griego Plutarco indicó que entre los romanos una segunda boda era probable que fuera un asunto tranquilo, aunque una viuda todavía sentiría la ausencia de su marido muerto y una divorciada debería sentir vergüenza. Sin embargo, mientras que las circunstancias del divorcio podían ser vergonzosas o embarazosas y continuar casado con la misma persona toda la vida era lo ideal, en general no hubo desaprobación a los nuevos matrimonios. Por el contrario, el matrimonio se consideraba la condición correcta y deseable de la vida adulta tanto en hombres como en mujeres. Catón de Útica, que se presentó a sí mismo como un modelo inspirado en su vituoso homónimo, permitió a Marcia, su esposa embarazada, que se divorciara de él para casarse con Hortensio, declinando ofrecer en su lugar a su joven hija al sexagenario orador. Después de que Marcia quedase viuda y heredera de una considerable fortuna, Catón se casó con ella de nuevo en una ceremonia que careció de muchas formalidades. En cambio, las mujeres podían ser ridiculizadas por casarse muy a menudo o por capricho, en particular si podía entenderse que los motivos eran el apetito sexual y la vanidad.

#### Concubinato
La concubina estaba definida por el derecho romano como la mujer que vive y mantiene relaciones con un hombre sin ser su esposa. No hubo deshonor por ser concubina o vivir con una. Una concubina podía convertirse en esposa. Las parejas en concubinato podían intercambiar regalos, en contraste con el matrimonio que mantiene una separación más definida de la propiedad.
Las parejas solían acudir al concubinato cuando las desigualdades sociales eran un obstáculo para el matrimonio; por ejemplo, un senador y una mujer de rango social inferior con antecedentes de pobreza o prostitución. Las parejas que carecían del derecho a la forma legal de matrimonio conocida como conubium podían optar por el concubinato (incluso una mujer de alta cuna que amaba a un hombre de baja extracción social). El concubinato difería principalmente del matrimonio en la situación de los niños nacidos de la relación: tenían el rango social de la madre y no el del padre como era costumbre.

#### Violencia de género
El Derecho Romano clásico no permitía ningún abuso doméstico del marido a su esposa; pero, como cualquier otro delito, se puede suponer que las leyes contra la violencia de género fallaban en prevenirlo. Catón el Viejo dijo, según su biógrafo Plutarco, «que el hombre que golpea a su esposa o hijo, pone manos violentas sobre lo más sagrado de las cosas sagradas. También que él pensaba que era más loable ser un buen marido que un buen senador». Se esperaba que un hombre de posición durante la República se comportase moderadamente con su esposa y que se considerara así mismo un buen marido. Golpear a la esposa era suficiente motivo para el divorcio u otra acción legal contra el marido.
La violencia de género aparece en los registros históricos sobre todo cuando se trata de un exceso atroz de la elite. Se afirma que el emperador Nerón ordenó la muerte de sus esposa y hermanastra Octavia después de sometarla a tortura y encarcelamiento. A continuación, se casó con su amante Popea Sabina a quien mató tras darle una patada cuando estaba embarazada por haberle criticado. Algunos autores modernos opinan que Popea murió a causa de un aborto espontáneo o el parto y que el episodio se ha exagerado para vilipendiar a Nerón. También se supone que el despreciado Cómodo mató a su esposa y a su hermana.

### Maternidad

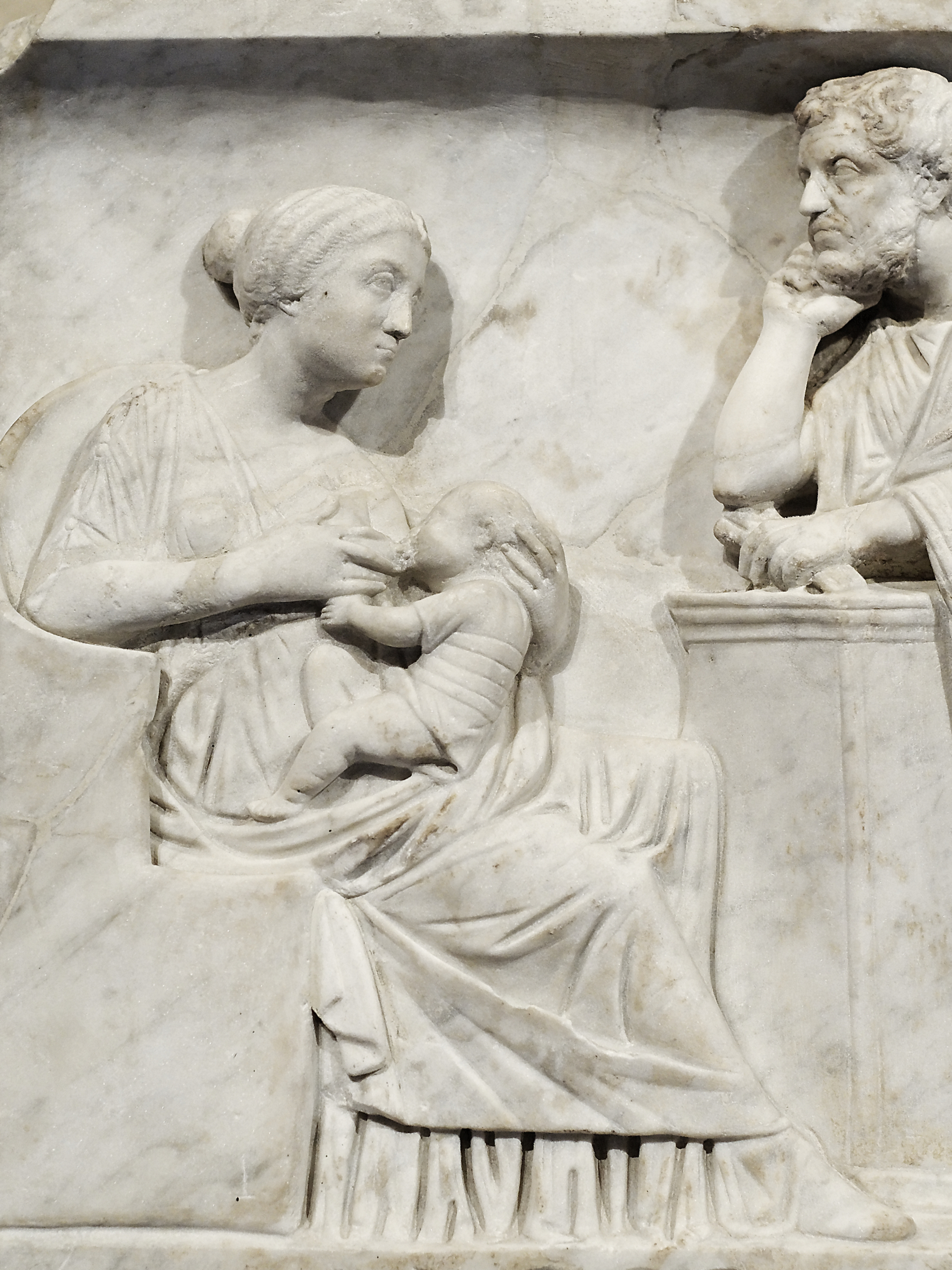
Una matrona amamantando a su bebé en presencia del padre. Detalle del sarcófago de un niño de mediados del siglo II.

Se esperaba que las esposas romanas tuvieran hijos, pero las mujeres de la aristocracia, acostumbradas a cierto grado de independencia, mostraban una creciente falta de inclinación para dedicarse a la maternidad tradicional. En el siglo I las mujeres de la elite evitaban el periodo de lactancia contratando nodrizas. Esta práctica no era rara ya en el siglo II a. C. cuando el comediógrafo Plauto ocasionalmente menciona a las nodrizas en sus comedias. Puesto que se consideraba la leche materna la mejor para el bebé, las aristócratas todavía podían escoger amamantar a sus hijos a menos que motivos físicos lo desaconsejasen. Si una mujer optaba por renunciar a amamantar a su propio hijo, podía acudir a la columna lactaria donde los más pobres podían obtener leche para sus bebés por la caridad de las niñeras. Aquellos que se lo podían permitir podían contratar los servicios de una nodriza. Plutarco dice de Licinia, esposa de Catón el Censor, que no solo amamantó a su hijo, sino que en ocasiones también a los de sus esclavos con el fin de fomentar el afecto fraternal entre ellos. En tiempos de Tácito (a comienzos del siglo II), la lactancia materna por matronas de la elite estaba idealizada como una virtud de los viejos tiempos.
La colaboración que las romanas podían esperar de sus maridos en la crianza de los niños parece que varió y es difícil de determinar. Las familias con valores tradicionales, como la de Catón el Censor, parece que se tomaban interés: A Catón le gustaba estar presente cuando su esposa bañaba y arropaba a sus hijos.
Las familias numerosas no eran la norma entre la elite incluso en la República tardía. La familia de Clodio, quien tenía al menos tres hermanas y dos hermanos, era considerada inusual. La tasa de nacimiento en la aristocracia se redujo hasta el punto de que el primer emperador, Augusto, aprobó una serie de leyes destinadas a aumentarla; incluían honores especiales para las mujeres que tuviesen al menos tres hijos (ius liberorum). Aquellas que fuesen viudas, estériles, estuviesen divorciadas o no se hubiesen casado tenían prohibido heredar propiedades a menos que fuesen nombradas en el testamento.
A las mujeres romanas no solo se las valoraba por el número de hijos que tenían, sino también por su participación en la crianza y educación de los niños para convertirlos en buenos ciudadanos. Una madre romana ejemplar necesitaba a su vez tener una buena educación para criar a los niños para una vida exitosa.
Una de las romanas más famosas por su fuerza e influencia como madre fue Cornelia, madre de los Gracos. Julio César, cuyo padre murió cuando el dictador era solo un adolescente, tuvo una estrecha relación con su madre, Aurelia, cuya influencia política fue esencial para evitar la ejecución del joven de 18 años durante las proscripciones de Sila.

## Vida diaria

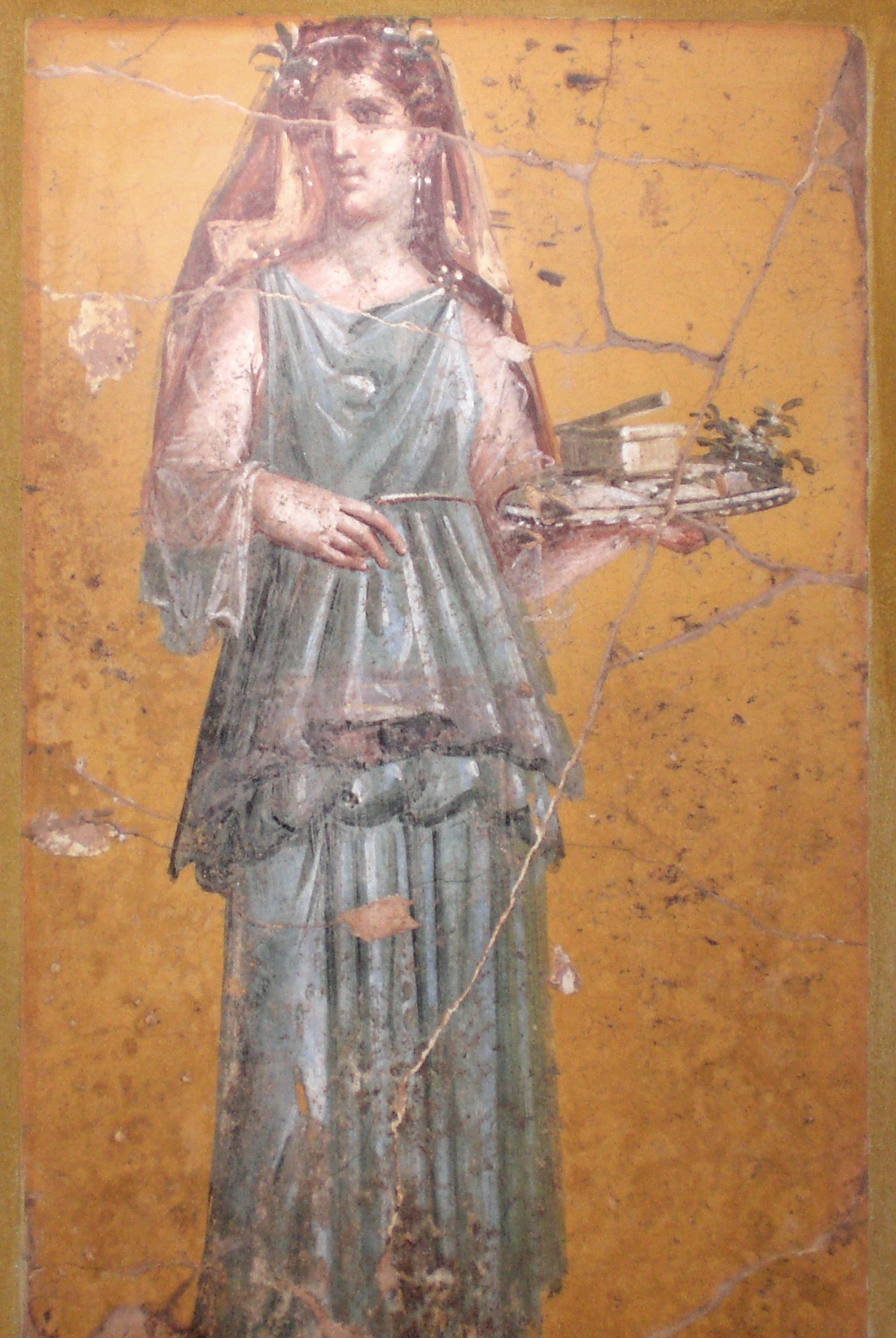
Fresco de una mujer con una bandeja. Villa de san Marcos, Estabias, Italia.

Las mujeres de la aristocracia dirigían una casa grande y compleja. Dado que las parejas ricas a menudo poseían varias viviendas y casas de campo con docenas o incluso cientos de esclavos —algunos de los cuales estaban educados y altamente cualificados—, esta responsabilidad era equivalente a dirigir una pequeña compañía. Además de la importancia social y política de entretener a los invitados, clientes y dignatarios extranjeros de visita, el esposo llevaba a cabo sus reuniones de negocio matinales (en latín, saludatio) en casa. La casa (en latín, domus) fue también el centro de la identidad social de la familia, con retratos de los antepasados que se mostraban en el atrio. Dado que los más ambiciosos aristócratas estaban con frecuencia fuera de casa en campañas militares o deberes administrativos en las provincias, algunas veces durante años, el mantenimiento de las propiedades familiares y las decisiones comerciales eran a menudo dejadas a las esposas. Por ejemplo, mientras Julio César estuvo fuera de Roma durante los años cincuenta del siglo I a. C., su esposa Calpurnia fue responsable de cuidar sus activos. Cuando Ovidio fue desterrado por Augusto el año 8, su esposa explotó los contactos sociales y las maniobras legales para mantener las propiedades familiares de las que dependía su sustento. Ovidio expresó profusamente su amor y admiración por ella en un poema que escribió durante su exilio. Frugalidad, moderación y austeridad eran las características de una matrona virtuosa.
Una de las tareas que las mujeres supervisaban en un gran casa era la producción de ropa. En la Roma temprana, el hilado de la lana era una ocupación doméstica fundamental que indicaba la autosuficiencia de una familia, ya que la lana se producía en sus propiedades. Incluso en un entorno urbano, la lana fue con frecuencia un símbolo de los deberes de la esposa; la rueca debía aparecer en el monumento funerario de una mujer para mostrar que fue una buena y honrada matrona. Incluso de las mujeres de clases altas se esperaba que fueran capaces de hilar y tejer como virtuosa emulación de sus rústicas antepasadas —una práctica seguida de forma ostentosa por Livia—.

### En los negocios

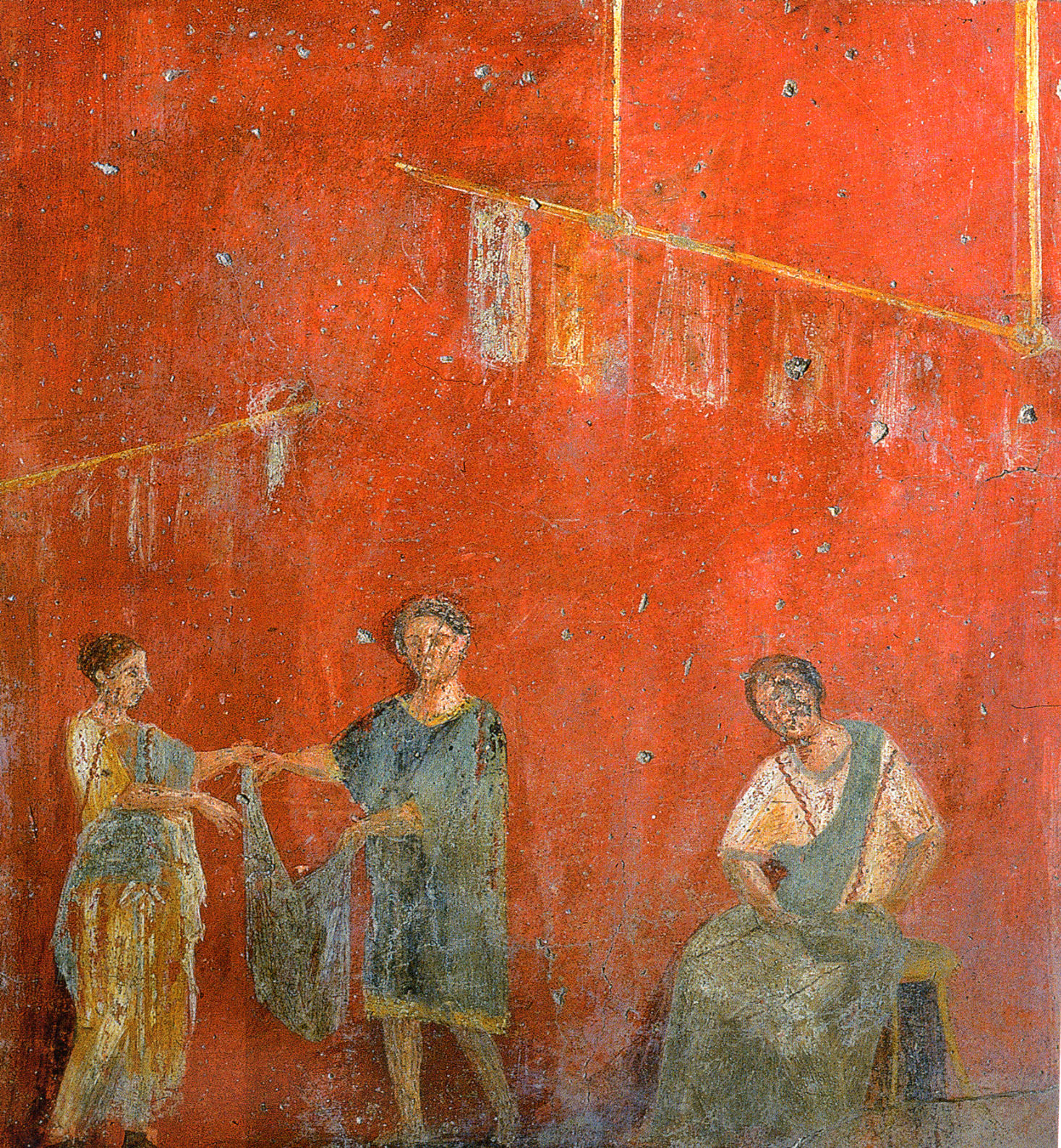
Fresco procedente de la tintorería (en latín, fullonica) de Veranio Hipseo en Pompeya. Museo Arqueológico Nacional, Nápoles, Italia.

El romanista francés Gaston Boissier escribió que «Una de las características más curiosas de este periodo República tardía fue que las mujeres aparecen mucho más involucradas en los negocios y tan interesadas en la especulación como los hombres. El dinero es su primera preocupación. Ellas dirigen sus villas; invierten sus fondos; prestan y piden prestado. Encontramos una entre los acreedores de Cicerón y dos entre sus deudores». A pesar de que la sociedad romana no permitía que las mujeres adquirieran poder político oficial, les permitió entrar en los negocios. Ni siquiera se asumía que las mujeres adineradas estuvieran entregadas por completo al ocio. Entre la aristocracia, las mujeres como los hombres prestaban dinero a sus iguales para no tuvieran que recurrir a prestamistas. Cuando Plinio sopesó comprar una propiedad, recurrió a un préstamo de su suegra como garantía antes que a una opción de compra. Las mujeres también participaron en la financiación de obras públicas, como se documenta con frecuencia en inscripciones del periodo imperial. La «sin ley» Politta, que aparece en el martirio de Pionio, era propietaria de fincas en la provincia de Asia. Las inscripciones registran su generosidad en la financiación de la renovación del gimnasio de Sardes.
Dado que las mujeres tenían derecho a la propiedad, podrían participar en las mismas transacciones comerciales y prácticas de gestión como cualquier propietario. Al igual que sus homólogos masculinos, su gestión de los esclavos parece haber variado desde la relativa preocupación a la indiferencia y el abuso total. Durante la primera guerra servil, Megalis y su marido Damófilo fueron asesinados por sus esclavos debido a la brutalidad con que los trataban, pero su hija fue perdonada por su bondad; además le concedieron la salida segura de Sicilia con una escolta armada.
A diferencia de la posesión de tierras, la industria no se consideraba una profesión honorable para los miembros del estamento senatorial. Cicerón sugirió que, con el fin de ganar respetabilidad, un comerciante debía comprar tierras. La actitud cambió durante el Imperio. Claudio creó leyes para animar a las clases altas a que se dedicaran al transporte de mercancías. Se documenta a mujeres de las clases altas como propietarias y como gestoras de empresas de transporte. El comercio y las manufacturas no están bien representadas en la literatura romana, la cual fue hecha por y para la elite; sin embargo, a veces las inscripciones funerarias registran la profesión del finado, incluidas las mujeres. Se conocen mujeres que poseían y dirigían fábricas de ladrillos. Una mujer podía desarrollar habilidades para complementar el trabajo de su marido o gestionar diversos aspectos del negocio. Artemis, la doradora, estaba casada con Dionisio, el fabricante de cascos, como se indica en una maldición que pide la destrucción de su casa, lugar de trabajo, negocio y medio de vida. La situación de las mujeres comunes y corrientes que poseían un negocio parece haber sido contemplada como excepcional. Las leyes del periodo imperial pretendían castigar a las mujeres por adulterio eximiendo del procesamiento a aquellas «que tuvieran a su cargo un negocio o una tienda».
Algunas de las ocupaciones comunes de una mujer fueron nodriza, actriz, bailarina, acróbata, prostituta y comadrona. No todas tenían la misma respetabilidad. Las prostitutas y artistas, como las actrices, fueron estigmatizadas como deshonrosas: personas que disponían de poca protección legal incluso cuando eran libres. Las inscripciones indican que las nodrizas (en latín, nutrix) estaban muy orgullosas de serlo. Las mujeres podía ser escribas y secretarias, incluyendo a «mujeres entrenadas para la escritura bella»; esto es, calígrafas. Plinio el Viejo, por ejemplo, da una lista de artistas femeninas y sus pinturas.
La mayoría de los romanos vivían en insulae, edificios de viviendas de varias plantas. Estos pisos de las familias plebeyas más pobres y no ciudadanas carecían de cocina. La necesidad de comprar comida preparada significaba que la comida para llevar era un negocio próspero. La mayoría de los romanos pobres, tanto hombres como mujeres, jóvenes o viejos, se ganaban la vida mediante su propio trabajo.

### En la política

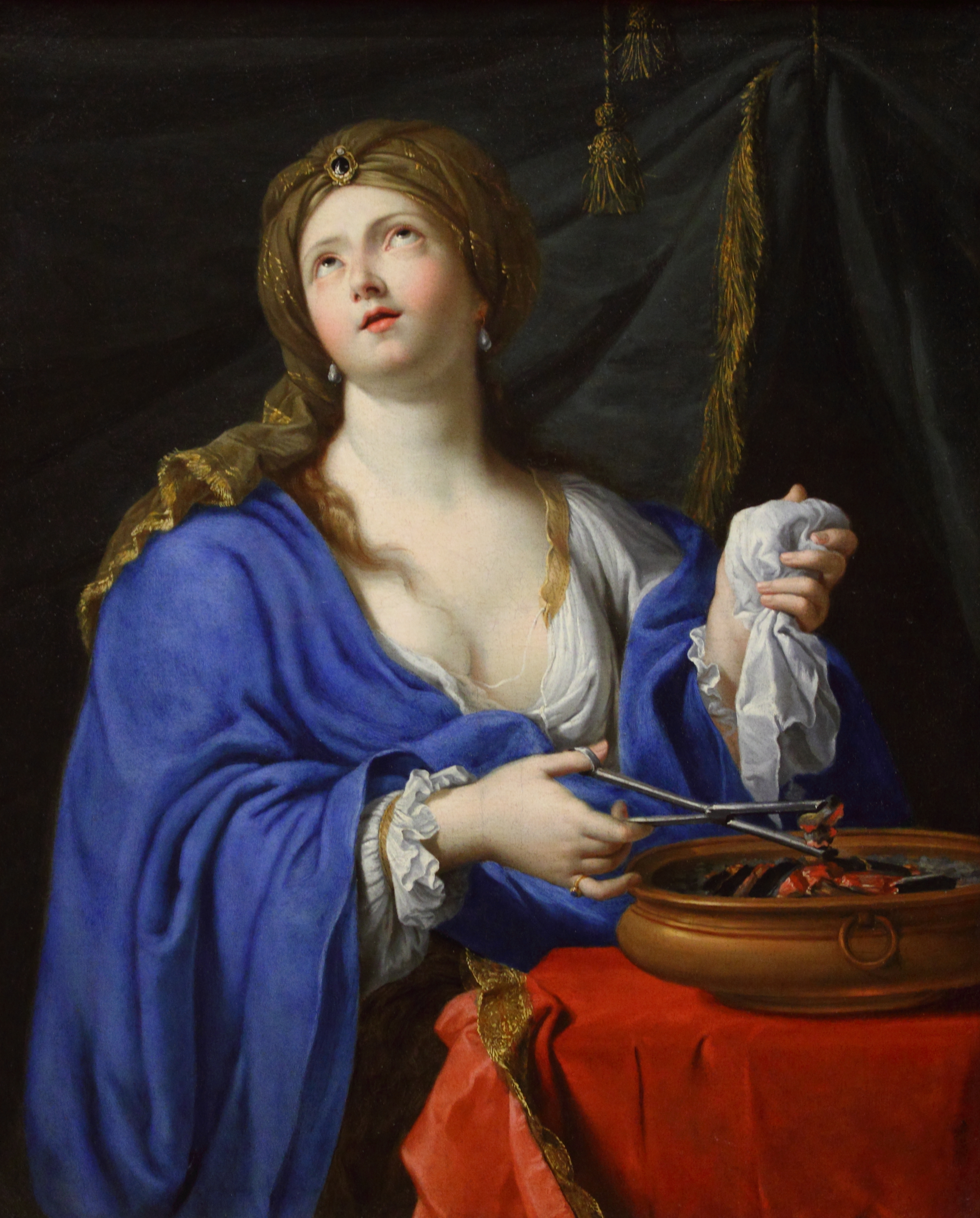
El suicidio de Porcia, de Pierre Mignard. Algunas mujeres seguían a sus esposos cuando estos morían en un desastre militar o se suicidaban tras caer en desgracia. Porcia se quitó la vida tras la muerte de su esposo Bruto.

Las mujeres no podían ocupar cargos públicos ni servir en el ejército, pero las leyendas republicanas reconocían el patriotismo, las virtudes y el sacrificio de las mujeres y censuraban el comportamiento traicionero y que se emplearan en su propio beneficio. En cuanto a la influencia política de las mujeres en la República tardía, el historiador Ronald Syme ha señalado que, aunque excluidas de la vida pública, disfrutaban del prestigio social de su familia o esposo; que las mujeres de la nobilitas no eran ajenas a los secretos de la influencia; que contaban más que senadores corrientes; y que presagiaban a las temibles princesas julio-claudias.
Apiano informó del heroísmo de algunas esposas al salvar a sus maridos durante las guerras civiles en las que terminó la República. Un epitafio conocido como el Laudatio Turiae conserva el elogio de un marido a su esposa, quien, tras la muerte de Julio César puso su vida en peligro y renunció a sus joyas para enviar ayuda a su marido exiliado. Ambos sobrevivieron a aquellos tiempos turbulentos y disfrutaron de un largo matrimonio. Porcia, la hija de Catón el Joven y esposa de Bruto, tuvo un final menos afortunado pero (a los ojos de sus contemporáneos) más heroico: se suicidó cuando la República colapsó, igual que su padre.
El ascenso de Augusto al trono imperial en las últimas décadas del siglo I a. C. disminuyó el poder de los cargos públicos y de la oligarquía tradicional; sin embargo, podría decirse que aumentó las oportunidades para que mujeres, esclavos y libertos ejerciesen influencia entre bambalinas. Una notable mujer de estos primeros tiempos imperiales fue Livia Drusila, esposa de Augusto, quien actuó en varias ocasiones como regente y fue una fiel asesora de su marido. Otras mujeres de la familia imperial, como Agripina la Menor —bisnieta de Livia y hermana de Calígula— dispusieron de influencia política así como de protagonismo público.
Las mujeres también participaron en los intentos de derrocar a los emperadores que abusaban del poder. Poco antes de que Julia Drusila muriera, su viudo Lépido y sus hermanas Agripina y Livila conspiraron para derrocar a Calígula. La conjura fue descubierta, Lépido ejecutado y Agripina y Livila exiliadas. Regresaron solo cuando su tío paterno Claudio llegó al poder tras el asesinato de Calígula en el año 41 d. C. Otras estuvieron involucradas en causas menos nobles. Valeria Mesalina, tercera esposa de Claudio, conspiró con Cayo Silio para derrocar a su marido con la esperanza de instalarse con su amante en el poder. Tácito inmortalizó a Epicaris por su participación de la conjura de Pisón, en la cual trató de conseguir el apoyo de la flota y fue en su lugar arrestada. Una vez descubierta la conspiración, no reveló nada (incluso bajo tortura), en contraste con los senadores, a los que no se podía someter a tortura, que no dudaron en relatar hasta el último detalle. Tácito también elogia a Egnacia Maximila por sacrificar su fortura para estar al lado de su inocente marido en contra de Nerón.

### La mujer y el ejército
Los textos clásicos tienen poco que decir de las mujeres y su relación con el ejército romano. El emperador Augusto vetó el matrimonio de los soldados rasos, una prohibición que duró cerca de dos siglos. Sin embargo, desde los años 1980 se ha venido sugiriendo que las esposas e hijos de los centuriones vivían con ellos en los fuertes fronterizos y provinciales. A principios de los años 1990, se encontraron zapatos de mujer y niño en Vindolanda, un fuerte situado en el muro de Adriano, junto con placas de bronce que otorgaban la ciudadanía romana a soldados provinciales tras 25 años de servicio en las que se mencionaban a sus mujeres e hijos. Asimismo, en Alemania, una prueba más de esta práctica se descubrió en forma de broches y zapatos. En la columna de Trajano están representadas entre los soldados seis mujeres que asisten a aquellos en los sacrificios ofrecidos durante una ceremonia militar religiosa.

### Vida religiosa

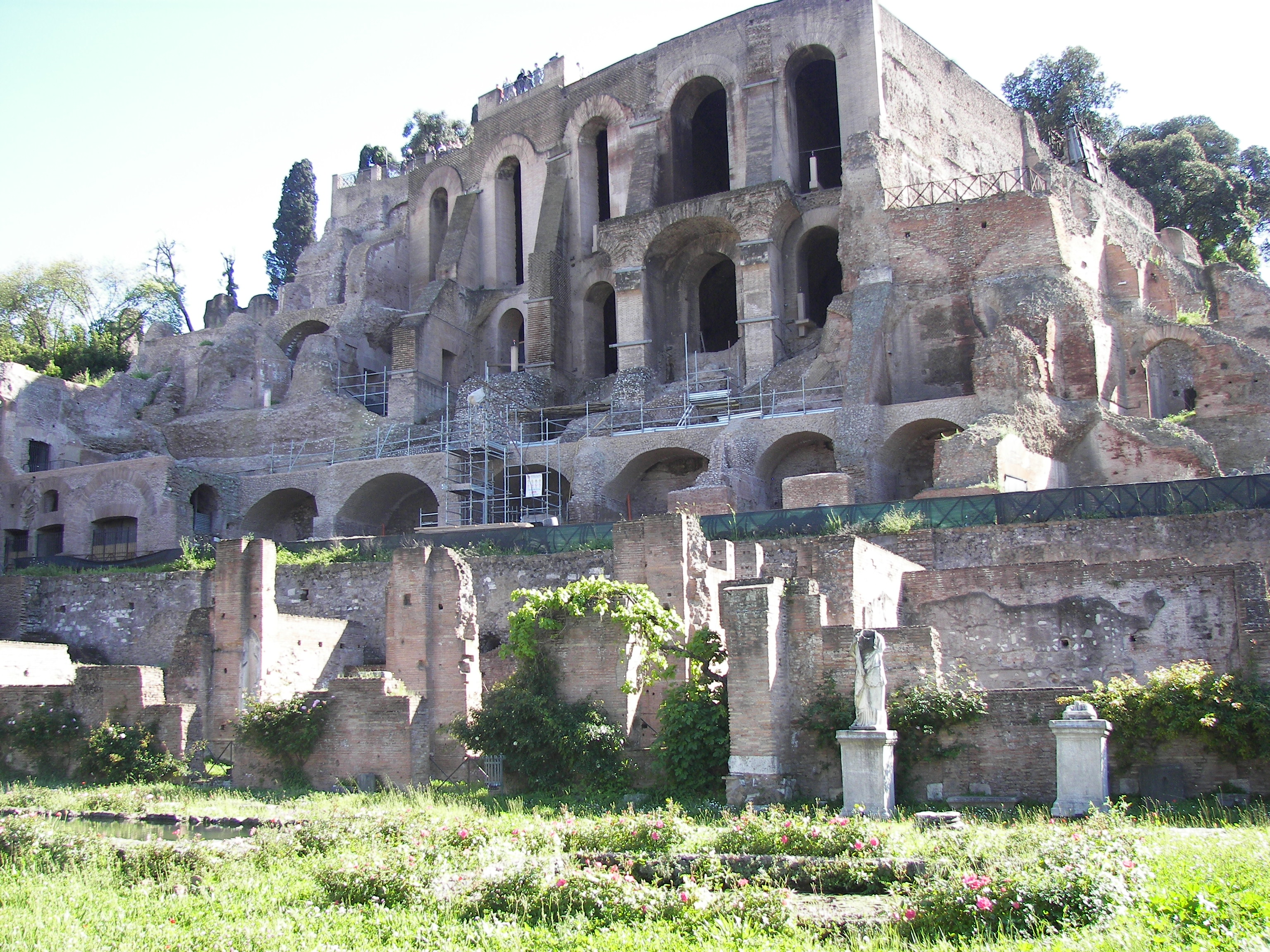
Ruinas de la Casa de las Vestales, Roma. Las vestales fueron las más destacadas sacerdotisas de la Antigua Roma, con funciones religiosas destinadas a la seguridad del Estado.

Las mujeres estuvieron presentes en la mayoría de las fiestas y ceremonias de culto. Algunos rituales requerían la presencia de mujeres, pero su participación pudo estar limitada. Por regla las romanas no podían realizar el sacrificio de animales, el rito central de la mayoría de las ceremonias públicas, aunque esto no fue tanto una prohibición como el hecho de la mayoría de los sacerdocios que presidían la religión del Estado eran ocupados por hombres. En cierto sentido, cada cabeza de familia era un sacerdote responsable del mantenimiento de la religión doméstica; en la sociedad patriarcal de la Antigua Roma, este cabeza de familia era el paterfamilias. La religión pública, al igual que la sociedad y la política, era el reflejo de la jerarquía doméstica, ya que la familia era la piedra angular de la sociedad. Algunas prácticas de culto estaban reservadas a las mujeres, como los ritos de la Buena Diosa (en latín, Bona Dea).
Las sacerdotisas desempeñaron un papel crucial y destacado en la religión oficial de Roma. Aunque los colegios de sacerdotes fuesen mucho más numerosos, las seis mujeres del colegio de las vestales fue el único «clero profesional a tiempo completo». «Sacerdos» era la palabra latina para un sacerdote de cualquier sexo. Los títulos religiosos de las mujeres que incluyen tal palabra estaban a menudo en relación con una deidad o un templo; por ejemplo, sacerdos Cereris o Cerealis (sacerdotisa de Ceres), un cargo que nunca ocuparon los hombres. «Magistra» fue una alta sacerdotisa experta (o maestra) en materia religiosa; «ministra» fue una asistente en el servicio a una deidad en particular. Una «magistra» o «ministra» habría sido responsable del mantenimiento regular del culto. Los epitafios proporcionan la principal prueba de estos sacerdocios; en estos casos, la mujer no identifica a menudo su estado civil.
Las vestales poseían distinción religiosa, estatus público y privilegios únicos, y podían ejercer una considerable influencia pública. También era posible que amasaran una «considerable riqueza». Al entrar al colegio, la vestal se emanciapaba de la autoridad paterna. En la arcaica sociedad romana, estas sacerdotisas eran las únicas mujeres que no necesitaban estar bajo la tutela legal de un hombre: en su lugar, respondían solo y directamente ante el pontífice máximo. Su voto de castidad las liberó de la tradicional obligación de contraer matrimonio y tener hijos, pero la violación del voto acarreaba la pena capital: a una vestal encontrada culpable de romper su voto se la daba de comer y beber y se la enterraba viva. Su independencia estaba por tanto en relación con las prohibiciones que les imponían. Además de dirigir ciertos ritos religiosos, las vestales participaban en cada sacrificio oficial al menos simbólicamente, ya que fueron las responsables de preparar los rquisitos rituales del mola salsa. Las vestales parece que conservaron sus distinciones sociales y religiosas hasta el siglo IV d. C., cuando los emperadores cristianos disolvieron la orden.

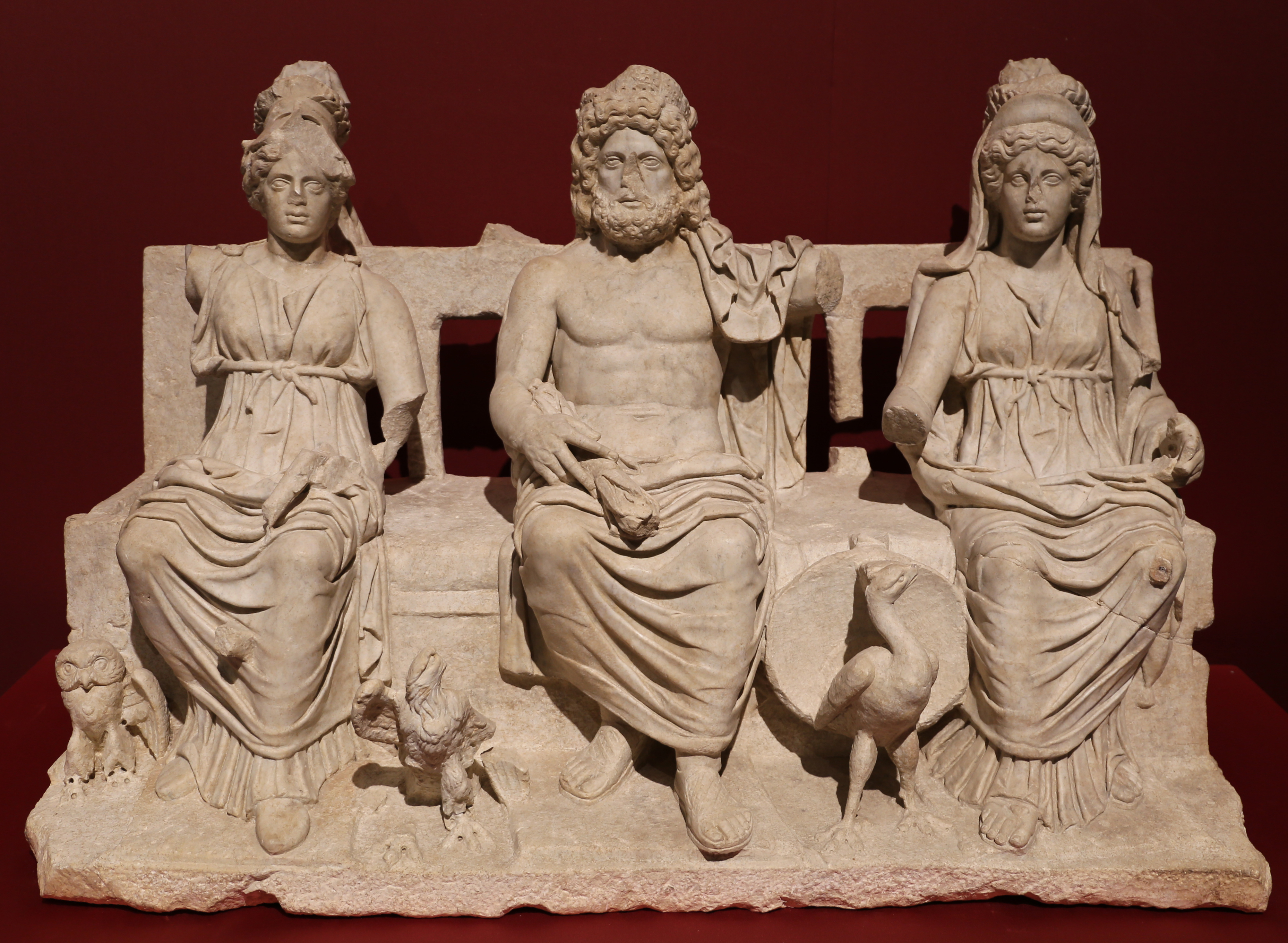
Tríada capitolina formada por Minerva, Júpiter y Juno. Museo Arqueológico Nacional de Palestrina.

Unos pocos sacerdocios emparejados eran ejercidos por matrimonios. Este era un requisito para el flamen Dialis, el alto sacerdote de Júpiter. Su esposa, la flaminica Dialis, tenía su propia vestimenta sacerdotal y, como su esposo, estaba sometida a oscuras prohibiciones mágico-religiosas. Quizá la flaminica fue un caso excepcional de mujer que realizaba sacrificios de animales; ofrecía un carnero a Júpiter cada nundina. La pareja no tenía permitido el divorcio; si la flaminica moría, el flamen tenía que renunciar a su puesto. Al igual que la flaminica Dialis, la regina sacrorum (en español, reina de los ritos sagrados), llevaba un vestido ceremonial distintivo y realizaba sacrificios de animales en los que ofrecía una cerca o una cordera a Juno el primer día de cada mes. El nombre de algunas reginae sacrorum se ha encontrado en varias inscripciones. La regina era la esposa del rex sacrorum (en español, rey de los ritos sagrados), un arcaico sacerdocio considerado en tiempos antiguos (antes de la república clásica) más prestigioso incluso que el pontífice máximo.
Estas altas funciones públicas de las romanas contradicen la idea común de que las mujeres de la Antigua Roma solo participaban en la religión privada o doméstica. La dualidad masculina-femenina de los sacerdocios puede reflejar la tendencia romana a la búsqueda de paredras en la esfera religiosa: la mayoría de poderes divinos se representaban por deidades masculinas y femeninas, como se ve en la pareja Líber y Libera. Los doce dioses mayores estaban representados de la misma manera como seis parejas. La tríada suprema de dioses protectores estaba formada por dos diosas, Juno y Minerva, y un dios, Júpiter. Esta tríada «constituía el núcleo de la religión romana» y reemplazó a la primitiva tríada masculina indoeuropea quizá por influencia etrusca.

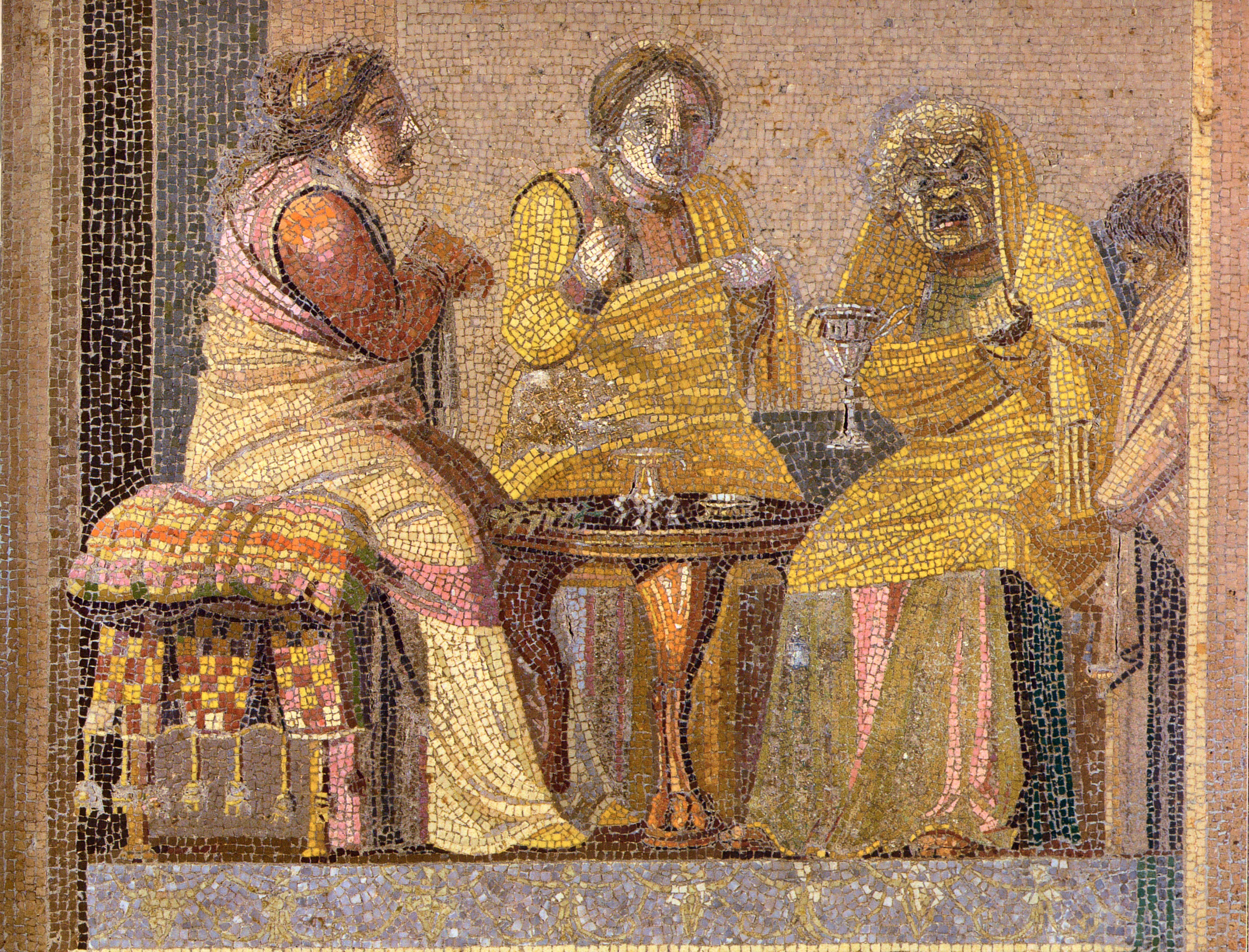
Escena teatral en la que dos mujeres solicitan la ayuda de una adivina. Mosaico de la villa del Cicerone, Pompeya. Museo Arqueológico Nacional de Nápoles.

Desde mediados del siglo III a. C. en adelante, la diversidad religiosa se volvió cada vez más una característica de la ciudad de Roma. Muchas religiones que no eran parte de los cultos estatales tempranos ofrecieron papeles de liderazgo a las mujeres. Entre estos se encontraban los cultos de Isis y Magna Mater, la Gran Madre. Un epitafio ha preservado el título sacerdos maxima que portaba el más alto sacerdocio del templo de Magna Mater, cercano a la actual ubicación de la basílica de San Pedro.
Aunque menos documentadas que la religión pública, las prácticas religiosas privadas abordaban aspectos de la vida que eran exclusivos de las mujeres. En una época en el que la tasa de mortalidad infantil era del orden del 40 %, se solicitaba la ayuda divina para el arriesgado acto de dar a luz y para los peligros en el cuidado de los bebés. Las plegarias se dirigían a las diosas Juno, Diana, Lucina, las di nixi, y una gran cantidad de divinidades auxiliares consagradas al nacimiento y la crianza de los niños.
Los escritores varían en la forma de describir la religiosidad femenina. Algunos representan a las mujeres como modelos de virtud y devoción romanas, pero también se inclinan por la naturaleza excesiva de la devoción religiosa, el atractivo de la magia o la superstición. Privado no era lo mismo que secreto. Los romanos eran desconfiados con las prácticas religiosas secretas; Cicerón  advirtió de que los sacrificios nocturnos no fueran llevados a cabo por mujeres, excepto en aquellos ritos prescritos pro populo (es decir, en nombre del pueblo o por el bien público).

### Vida social

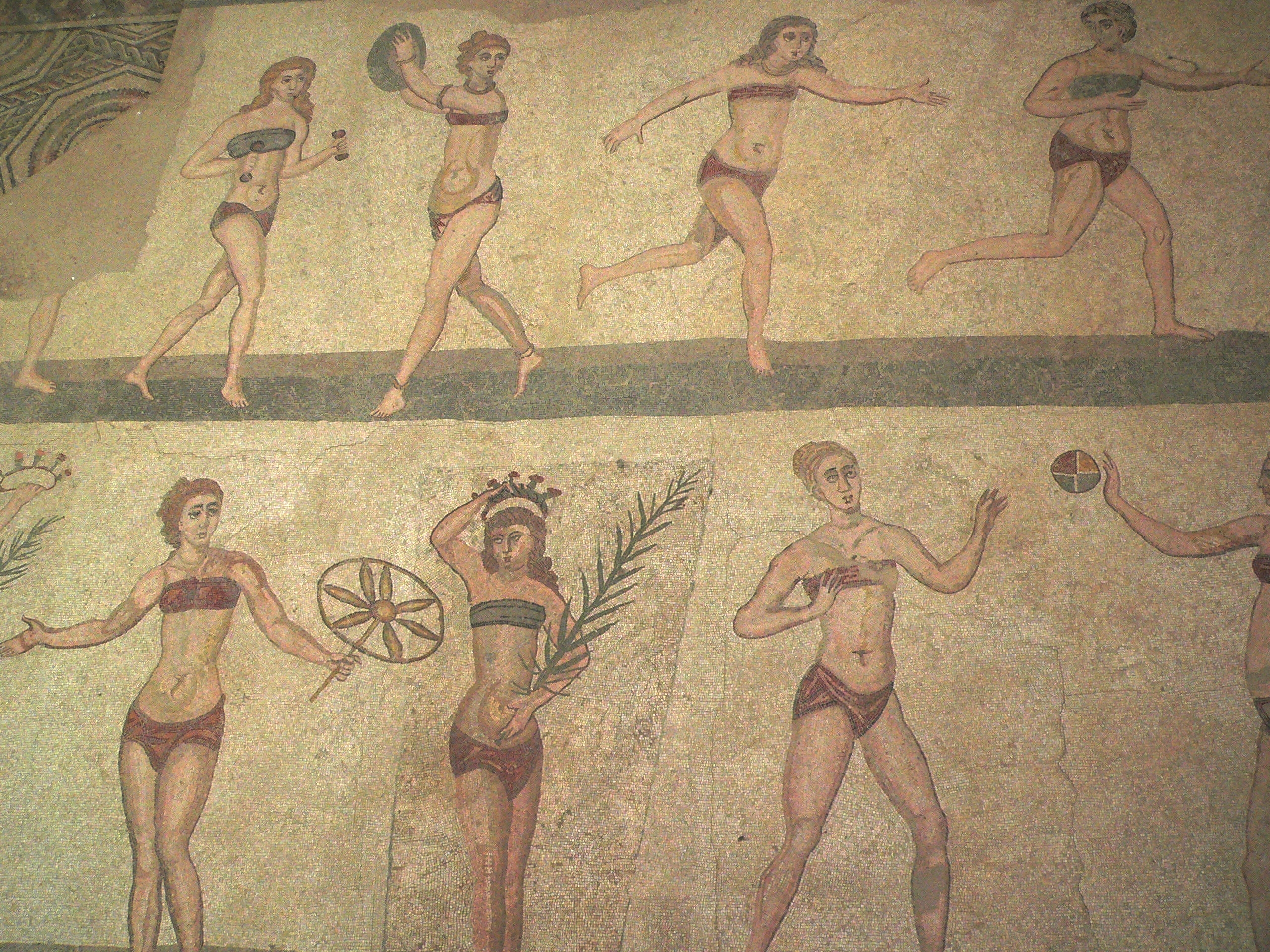
Mosaico que muestra a varias jóvenes romanas haciendo deporte. Muchachas en bikini. Villa romana del Casale, Sicilia.

Las romanas no estuvieron confinadas en sus casas como lo estaban las atenienses de los periodos arcaico y clásico. Se reunían a diario en las calles al encontrarse con amistades, asistían a ritos religiosos en los templos y acudían a los baños. Las mujeres ricas recorrían la Ciudad en literas acarreadas por esclavos. Las familias más pudientes poseían baños privados en casa, aunque la mayoría de los ciudadanos iban a las termas no solo a lavarse sino también a socializarse, ya que las instalaciones más grandes ofrecían una gama de servicios y actividades recreativas entre las que no estaba excluido el sexo. Una de las cuestiones más criticadas de la sociedad romana es si hombres y mujeres se bañaban juntos en público. Has la República tardía, las pruebas sugieren que las mujeres se bañaban en un ala o instalación separada o que hombres y mujeres tenían horarios diferentes. Sin embargo, también hay claras pruebas de lo contrario desde la República tardía hasta la dominación cristiana en el Bajo Imperio. Algunos estudiosos opinan que solo las mujeres de clase baja o de dudosa moralidad para la época, como artistas y prostitutas, se bañaban con los hombres, pero Clemente de Alejandría observó que se podía ver a las mujeres de clase alta desnudas en las termas. Adriano prohibió estas prácticas, pero parece que no fue seguida. Lo más probable es que las costumbres variaran no solo por la época y el lugar sino también por las instalaciones, por lo que las mujeres podrían elegir segregarse por el sexo o no.
En lo que respecta a los espectáculos, las romanas podían asistir a los juegos públicos (en latín, ludi), a las carreras de carros y a las representaciones teatrales, así como presenciar los debates del Foro. En la República tardía, asistían con regularidad a las cenas, aunque en tiempos anteriores las mujeres de una familia cenaban juntas en privado. Conservadores como Catón el Mayor consideraban inadecuado que las mujeres asumieran un papel más activo en la vida pública. Sus quejas indican que de hecho algunas romanas expresaban sus opiniones en la esféra pública.
Aunque se desaconsejaba, en ocasiones los generales romanos llevaban a sus esposas en las campañas militares. Agripina la Mayor, la madre de Calígula, a menudo acompañaba a su marido Germánico durante sus campañas en el norte de Germania; el emperador Claudio nació en la Galia por esta razón. Las mujeres adineradas abandonaban la Ciudad para ir a las villas campestres cuando el verano hacía a Roma demasiado calurosa  y es posible que viajaran por el Imperio, a menudo participando en ceremonias religiosas o visitando lugares.

### Aspecto personal

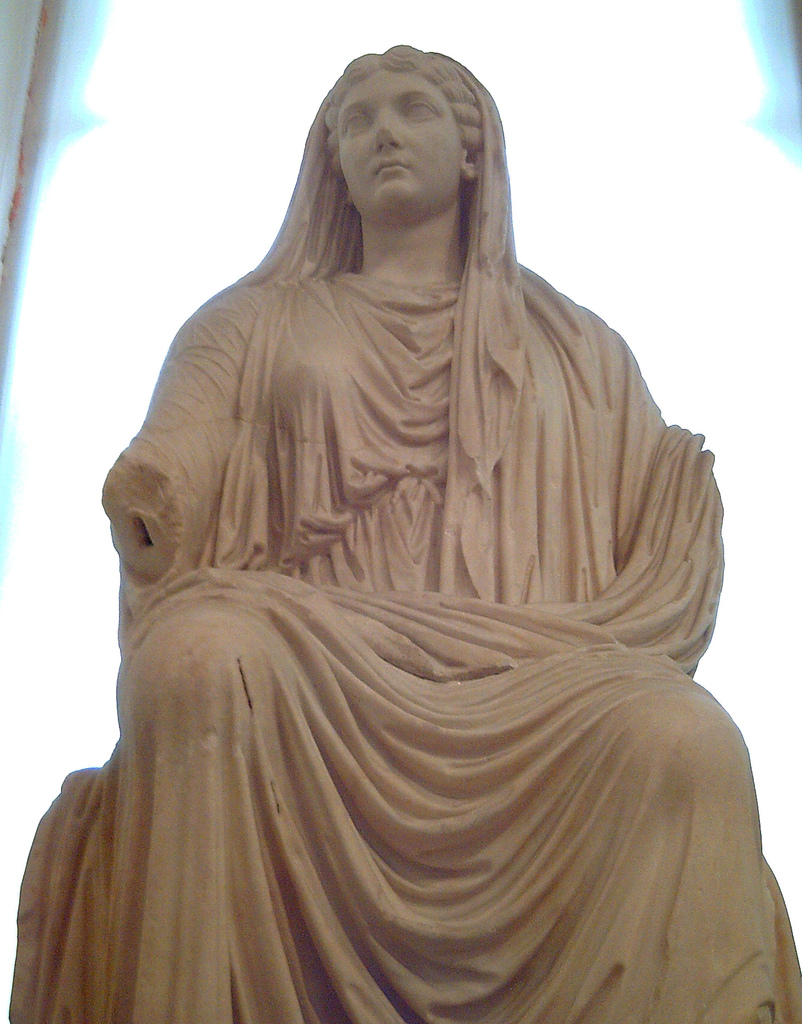
Estatua de Livia Drusila vestida con estola y palla. Museo Arqueológico Nacional de Madrid, España.

Las mujeres de la Antigua Roma se ocupaban mucho de su apariencia, aunque las extravagancias estaban mal vistas. Usaban maquillaje y elaboraban diferentes mixturas para la piel. Ovidio incluso escribió un poema sobre la correcta aplicación del maquillaje. Para blanquearse la cara, empleaban tiza blanca o arsénico; para añadir color a las mejillas, colorete hecho de plomo o caramiña. También usaban plomo para resaltar los ojos. Pasaban mucho tiempo arreglándose el cabello y a menudo se lo teñían de negro, rojo o rubio. Además, llevaban con frecuencia pelucas.
Las matronas normalmente llevaban dos túnicas simples como prendas interiores cubiertas por una estola. Esta era un largo vestido blanco ajustado a la cintura que caía hasta los pies y estaba sujeto con broches a los hombros. Las romanas ricas solían adornar más su estola. Cuando salían, se ponían una palla sobre la estola, sujeta a los hombros igual que esta. A las jóvenes no se les permitía vestir estola: en su lugar llevaban túnicas. Las prostitutas y las sorprendidas en adulterio estaban obligadas a ponerse la toga masculina. Las más adineradas lucían joyas (esmeraldas, aguamarinas, ópalos, perlas) como pendientes, collares, anillos que, en ocasiones, iban cosidos a la ropa o los zapatos.
Después de la derrota romana en Cannas, la crisis económica provocó la aprobación de la pasajera Lex Oppia que restringía el lujo personal y público. La ley limitó a las mujeres la posesión y exhibición de oro y plata (como dinero o adornos personales), ropa cara y el uso innecesario de carros y literas. La victoria sobre Cartago inundó Roma de riquezas. En el año 195 a. C. la Lex Oppia fue revisada. El cónsul en ejercicio, Catón el Mayor, defendió su mantenimiento: la moralidad personal y el autocontrol eran de forma patente controles inadecuados para el vicio y el lujo. Esto último provocó la envidia y la vergüenza de los menos favorecidos y, por lo tanto, fue causa de divisiones. Las romanas, a juicio de Catón, habían demostrado con demasiada claridad que sus deseos una vez corrompidos no conocían límites y debían ser refrenados. Numerosas matronas pensaban lo contrario e hicieron protestas públicas conjuntas. En el año 193 a. C. la ley fue abolida, pero la oposición de Catón no perjudicó su carrera política. Más tarde, en el año 42 a. C., dirigidas por Hortensia, las mujeres romanas protestaron con éxito contra las leyes destinadas a gravarlas, argumentando que no había impuestos sin representación. También se pueden encontrar pruebas de la disminución de las restricciones del lujo: en una de sus cartas, dirigida a Pompeya Celerina, Plinio el Joven alaba los lujos que ella guardaba en su villa.

#### Visión del cuerpo de la mujer
Las mujeres con pechos pequeños y caderas anchas se consideraban el tipo ideal de seductoras por los romanos, según el arte y la literatura. El arte romano de la época augusta mostraba a las mujeres rellenas y carnosas, con el abdomen lleno y los pechos redondeados, no colgantes. Las prostitutas representadas en el arte erótico tenían cuerpos carnosos y caderas anchas; a menudo llevaban los pechos cubiertos por un strophium (una especie de sujetador sin tirantes) incluso cuando tenían otras partes desnudas o realizaban actos sexuales. Los grandes pechos eran objeto de burlas humorísticas o signos de vejez. Las jóvenes llevaban un strophium ajustado firmemente en la creencia de que inhibiría el crecimiento de los pechos  que se masajeaban con cicuta (comenzando cuando la mujer era todavía virgen), pues se pensaba que evitaban la flacidez. Los pechos recibían poca atención en el arte erótico y en la literatura como atractivo sexual. El pecho estuvo asociado principalmente con la lactancia y el papel de la mujer como madre. En momentos de extrema tensión emocional como durante el luto o el cautiverio en tiempos de guerra, las mujeres podían descubrir los pechos como gesto apotropaico.

### Elmos maiorumy los poetas románticos
Durante la República tardía los castigos por causas sexuales apenas se hicieron cumplir; surgió un nuevo ideal erótico de relaciones románticas. Subviertiendo la tradicional dominación masculina, los poétas románticos de finales de la República y principios del Imperio declararon su entusiasmo por entregarse a la esclavitud del amor (en latín, servitium amoris). Catulo se dirige en numerosos poemas a Lesbia, una mujer casada con la que tiene una aventura; ha sido identificada con Clodia, hermana del destacado político populista Clodio. La aventura acabó mal y las declaraciones de amor de Catulo se convirtieron en ataques a los apetitos sexuales de ella —retórica que concuerda con la otra fuente hostil al comportamiento de Clodia: el Pro Caelio de Cicerón—.
En Arte de amar, Ovidio fue un paso más allá al adoptar el género de la poesía didáctica para ofrecer instrucciones de cómo perseguir y mantener a un amante y cómo sobreponerse a su pérdida. Satíricos como Juvenal se quejaron del comportamiento disoluto de las mujeres.

### Ginecología y medicina
Las prácticas y puntos de vista en el Corpus Hippocraticum del cuerpo de la mujer y sus percibidas debilidades era inadecuado para atender las necesidades de las mujeres de la época clásica cuando estas llevaban vidas activas y muy a menudo se ocupaban de la planificación familiar. En esta época, la fisiología femenina comenzó a verse menos ajena que la masculina. En la tradición más antigua, las relaciones sexuales, el embarazo y el parto fueron no solo fundamentales en la salud de las mujeres, sino también la razón de ser de la fisiología femenina. A los hombres, por el contrario, se les aconsejaba moderación en su conducta sexual, ya que la hipersexualidad les causaría enfermedad y agotamiento.
La opinión hipocrática de que la amenorrea era letal se convirtió en época romana en un problema específico de infertilidad. La mayoría de los escritos médicos la reconocen como el resultado de la participación de las mujeres en regímenes físicos intensos durante largos periodos de tiempo. Equilibrar los alimentos, el ejercicio y la actividad sexual se llegó a considerar como una opción que las mujeres deberían hacer. La observación de que el entrenamiento intensivo probablemente causaba amenorrea implica que hubo mujeres que participaron en tales regímenes.
Los escritos médicos de la época contemplaban varios ejercicios para las mujeres ya estuvieran enfermas o sanas. Para promover una buena salud, Sorano recomienda jugar a la pelota, nadar, caminar, leer en voz alta, montar en vehículos y viajar por diversión. Al examinar las causas de la existencia de hijos indeseados, los escritores médicos posteriores informaron de la esterilidad masculina en lugar de asumir solamente algún defecto en la mujer.
Tanto las mujeres como los hombres debían evitar la hipersexualidad. Un clítoris agrandado, como un falo de gran tamaño, se consideró un síntoma de sexualidad excesiva. Aunque los médicos romanos y helenísticos y otros autores mencionan la clitoridectomía como una costumbre egipcia, los manuales de ginecología de la Antigüedad tardía sugerían que la hipersexualidad podía ser tratada con cirugía o repetidos partos.

## Esclavitud
Las mujeres esclavas eran consideradas objetos y debían hacer lo que les ordenase su dueño; incluso, tener relaciones sexuales.

## Libertas
Las libertas eran esclavas liberadas. Un liberto debía un periodo de servicio —cuyos términos podían ser acordados como una condición previa de liberación— a su antiguo dueño que se convertía en su patrón. El patrón tenía obligaciones a cambio, como pagar por dichos servicios y ayudar en asuntos legales. La relación patrón-cliente era una de las estructuras sociales fundamentales de la Antigua Roma y el incumplimiento de esas obligaciones (en cualquier sentido) conllevaba desaprobación y censura.
En la mayoría de los casos, las libertas tenían el mismo estatus legal que las nacidas libres. Sin embargo, debido a que bajo el derecho romano un esclavo no tenía padre, los esclavos liberados no tenían derechos de herencia a menos que fuesen nombrados en un testamento.
La relación de una antigua esclava y su patrón podía ser más complicada como demuestra el siguiente caso. Una mujer llamada Petronia Justa trató de desmostrar sin una partidada de nacimiento que lo probara que ella había nacido libre. Su madre, reconocía, había sido esclava en la casa de Petronio Estéfano y Calatoria Temis, pero Justa sostenía que había nacido después de la manumisión de su madre. A su vez, Calatoria, ya viuda, argumentó que Justa nació antes de que su madre fuese liberada y que había sido manumitida; por lo tanto, debía a su antiguo propietario el servicio debido a un patrón. Calatoria no pudo presentar ninguna documentación de esta supuesta manumisión y el caso se vino abajo con el testimonio de los testigos.
Los esclavos sin educación ni cualificados tenían pocas oportunidades de conseguir su libertad; en caso de conseguir la libertad, carecían de medios para mantenerse por sí mismos. Una liberta podría tener ventajas en formación y habilidad frente a una mujer nacida en una familia libre de trabajadores pobres.
La situación de las libertas (al igual que el de las mujeres libres) variaba ampliamente. Cenis fue liberta y secretaria de Vespasiano; también fue su concubina. El emperador le fue fiel, pero no la trató como esposa.

## Prostitución

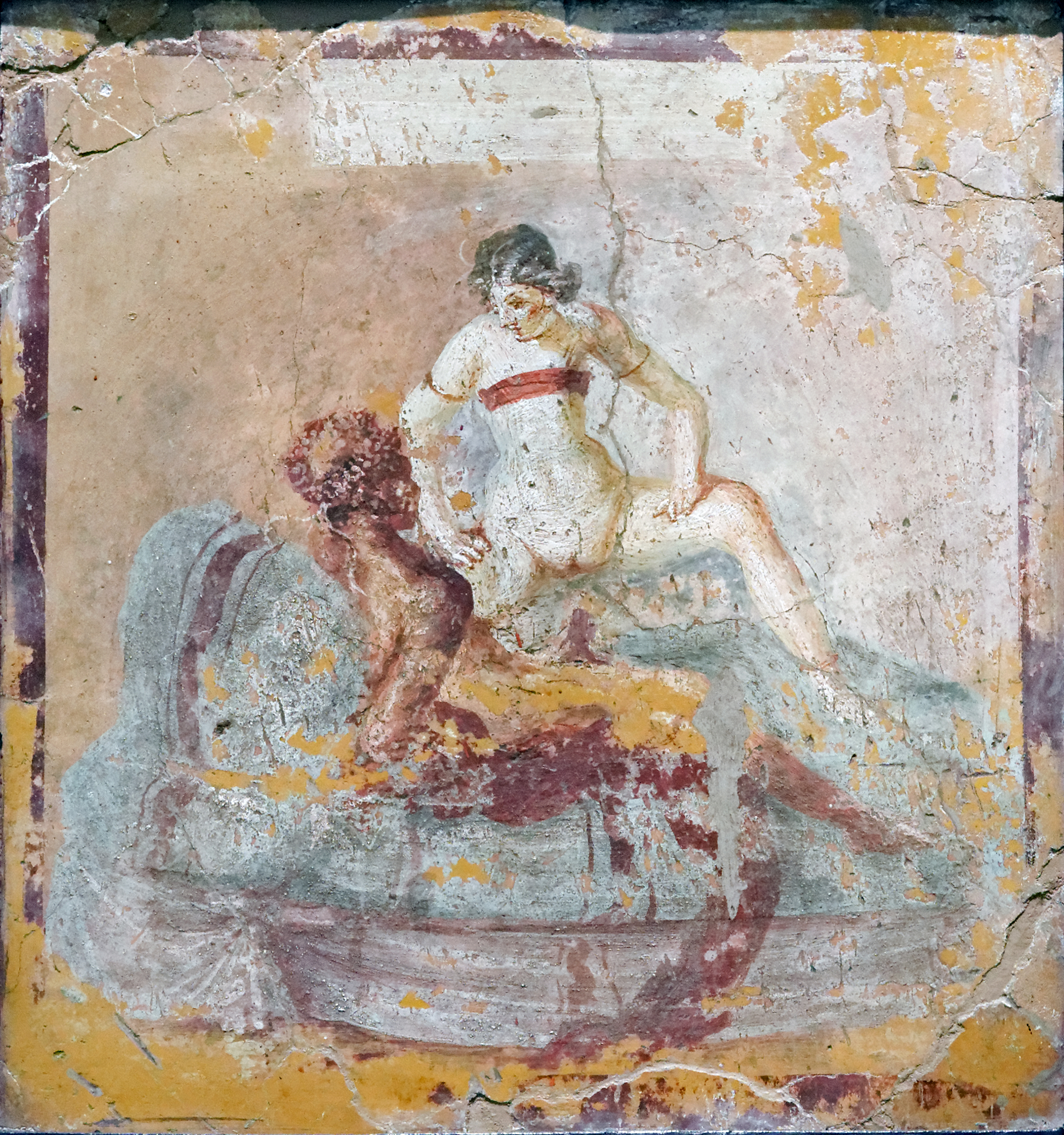
Escena erótica, fresco de Pompeya. Museo Arqueológico de Nápoles.

Las mujeres podían recurrir a la prostitución para mantenerse, pero no todas las prostitutas tenían libertad de decisión. Hay algunas pruebas de que incluso las esclavas prostitutas podían beneficiarse de su labor. Aunque la violación era un crimen, la ley solo la castigaba si un esclavo dañaba la mercancía porque un esclavo no tenía ningún valor legal. La pena estaba destinada a proporcionar compensación al propietario por el daño a su propiedad.  Debido a que una esclava se consideraba una propiedad en la ley romana, forzarla a ser prostituta no se consideraba un crimen. Antes de Septimio Severo las esclavas que se involucraban en actos que traían consigo infamia, también sufrían infamia cuando eran liberadas. A veces los vendedores de esclavos añadían una cláusula ne serva a la esclava para evitar que la prostituyesen. Esta cláusula significaba que, si el nuevo propietario o cualquier otro posterior empleaban a la esclava como prostituta, esta sería libre. Más tarde, los acuerdos ne serva se hicieron obligatorios por ley.
La prostitución no se limitó solo a los esclavos o ciudadanos pobres. Según Suetonio, Calígula convirtió su palacio en un burdel empleando a jóvenes y matronas de las clases altas como prostitutas; Tácito informa de que, durante una de las fiestas de Nerón, el prefecto Tigelino tenía burdeles llenas de mujeres de clase alta. La prostitución podía ser un castigo en lugar de una ocupación. Una ley de Augusto permitía que las mujeres culpables de adulterio pudieran ser condenadas a trabajar en burdeles como prostitutas. La ley fue abolida en 389.

#### Obras clásicas
- Cayo. Institutiones.
- Cicerón. Pro Caelio.
- Plinio el Viejo (2007). Historia natural (Josefa Cantó, Isabel Gómez Santamaría, Susana González Marín y Eusebia Tarriño, trads.). Ediciones Cátedra. ISBN 9788437619583.
- Plutarco (2006). «Cuestiones romanas». Moralia (en inglés). Lacus Curtius.
- Plutarco (1879). «Vida de Pompeyo». Vidas paralelas.
- Tácito (2007). Anales (Beatriz Antón Martínez, trad.). Akal. ISBN 9788446025368.
- Valerio Máximo. Hechos y dichos memorables.

#### Obras modernas
- Abbott, Frank Frost (1912). Society and politics in ancient Rome. Essays and sketches (en inglés). Charles Scribner's Sons.
- Alexander, Michael C. (1990). Trials in the Late Roman Republic, 149–50 BCE (en inglés). University of Toronto Press.
- Allison, Penelope (2011). «Soldiers' Families in the Early Roman Empire».  En Beryl Rawson, ed. A Companion to Families in the Greek and Roman Worlds (en inglés). Blackwell Publishing.
- Assa, Janine (1960). The Great Roman Ladies (en inglés). Grove Press.
- Bauman, Richard A. (1992). Women and Politics in Ancient Rome (en inglés). Routledge.
- Beard, Mary; North, John; Price, Simon (1998). Religions of Rome (en inglés). Cambridge University Press.
- Beasly, A. H. (1877). The Gracchi, Marius and Sulla (en inglés). Longmans, Green and co.
- Bird, Mary; North, John A.; Price, Simon R. F. (1998). Religions of Rome. A History (en inglés). Cambridge University Press.
- Boissier, Gaston (1922). Cicero and his friends; a study of Roman society in the time of Caesar (Adnah David Jones, trad.) (en inglés). New York Putnam.
- Bonfante, Larissa (2000). «Nursing Mothers in Classical Art».  En Ann Olga Koloski-Ostrow; Claire L. Lyons, eds. Naked Truths: Women, Sexuality, and Gender in Classical Art and Archaeology (en inglés). Routledge.
- Burns, Jasper (2007). Great Women of Imperial Rome: Mothers and Wives of the Caesars (en inglés). Routledge.
- Cameron, Alan (2001). The Last Pagans of Rome (en inglés). Oxford University Press.
- Cantarella, Eva (1987). Pandora's Daughters: The Role and Status of Women in Greek and Roman Antiquity (en inglés). Trad. al inglés por Maureen B. Fant. Johns Hopkins University Press.
- Cantarella, Eva (2002). «Marriage and Sexuality in Republican Rome: A Roman Conjugal Love Story».  En Martha C. Nussbaum; Juha Sihvola, eds. The Sleep of Reason. Erotic Experience and Sexual Ethics in Ancient Greece and Rome (en inglés). University of Chicago Press.
- Claasen, Jo-Marie (2009). «Tristia».  En Peter E. Knox, ed. A Companion to Ovid (en inglés). Wiley-Blackwell.
- Clarke, John (2001). Looking at Lovemaking (en inglés). University of California Press.
- Corbeil, Anthony (2004). Nature Embodied: Gesture in Ancient Rome (en inglés). Princeton University Press.
- Crook, J. A. (1984). Law and Life of Rome, 90 B.C.–A.D. 212 (en inglés). Cornell University Press.
- Culham, Phyllis (2014). «Women in the Roman Republic».  En Harriet I. Flower, ed. The Cambridge Companion to the Roman Republic (en inglés). Cambridge University Press.
- Dickie, Matthew W. (2001). Magic and Magicians in the Greco-Roman World (en inglés). Routledge.
- Dixon, Suzanne (2010). «From Ceremonial to Sexualities: A Survey of Scholarship on Roman Marriage».  En Beryl Rawson, ed. A Companion to Families in the Greek and Roman Worlds (en inglés). Wiley-Blackwell.
- Duncan, Anne (2006). «Infamous Performers».  En Christopher A. Faraone; Laura K. McClure, eds. Prostitutes and Courtesans in the Ancient World (en inglés). The University of Wisconsin Press.
- Dyson, Stephen L. (2010). Rome: A Living Portrait of an Ancient City (en inglés). Johns Hopkins University Press.
- Edwards, Catharine (1997). «Unspeakable Professions: Public Performance and Prostitution in Ancient Rome».  En Judith P. Hallett; Marilyn B. Skinner, eds. Roman Sexualities (en inglés). Princeton University Press.
- Fagan, Garrett G. (2002). Bathing in Public in the Roman World (en inglés). University of Michigan Press.
- Fagan, Garrett G. (2011). «Violence in Roman Social Relations».  En Michael Peachin, ed. The Oxford Handbook of Social Relations (en inglés). Oxford University Press.
- Ferrero, Guglielmo (1911). The Women of the Caesars (en inglés). The Century Co.
- Fränkel, Hermann (1956). Ovid: A Poet between Two Worlds (en inglés). University of California Press.
- Fredrick, David (2002). The Roman Gaze. Vision, Power and the Body (en inglés). The Johns Hopkins University Press,.
- Farrell, Joseph (2001). Latin Language and Latin Culture (en inglés). Cambridge University Press.
- Forsythe, Gary (2006). A Critical History of Early Rome. From Prehistory to the First Punic War (en inglés). University of California Press.
- Fox, Robin Lane (2006). Pagans and Christians in the Mediterranean World (en inglés). Penguin.
- Frier, Bruce W.; McGinn, Thomas A. J. (2004). A Casebook on Roman Family Law (en inglés). Oxford University Press.
- Gardner, Jane F. (1991). Women in Roman Law and Society (en inglés). Indiana University Press.
- Gardner, Jane F. (1999). Family and Familia in Roman Law and Life (en inglés). Oxford University Press.
- Gordon, Arthur Ernest (1983). Illustrated Introduction to Latin Epigraphy (en inglés). University of California Press.
- Greene, Elizabeth M. (2014). «If the shoe fits: Style and function of children’s shoes from Vindolanda».  En Rob Collins; Frances McIntosh, eds. Life in the Limes: Studies of the people and objects of the Roman frontiers (en inglés). Oxbow Books.
- Greene, Elizabeth M. (2015). «Boys or Girls on the Column of Trajan? A reassessment of religious figures». 116th Joint Annual Meeting of the Archaeological Institute of America and the Society for Classical Studies (en inglés).
- Grubbs, Judith Evans (2002). Women and Law in the Roman Empire. A Sourcebook on Marriage, Divorce and Widowhood (en inglés). Routledge.
- Hallett, Judith P. (2014). Fathers and Daughters in Roman Society: Women and the Elite Family (en inglés). Princeton University Press.
- Hanson, Ann Ellis (1991). «The Restructuring of Female Physiology at Rome».  En Philippe Mudry; Jackie Pigeaud, eds. Les écoles médicales à Rome: actes du 2ème colloque international sur les textes médicaux latins antiques (en inglés). Université de Nantes.
- Hemelrijk, Emily A. (2009). «Women and Sacrifice in the Roman Empire».  En Olivier Hekster; Sebastian Schmidt-Hofner; Christian Witschel, eds. Ritual Dynamics and Religious Change in the Roman Empire (en inglés). Brill.
- Hersch, Karen K. (2010). The Roman Wedding. Ritual and Meaning in Antiquity (en inglés). Cambridge University Press.
- Johnson, David (1999). Roman Law in Context (en inglés). Cambridge University Press.
- Lefkowitz, Mary R.; Fant, Maureen B. (2005). Women's Life in Greece and Rome (en inglés). Johns Hopkins University Press.
- Lipka, Michael (2009). Roman Gods. A Conceptual Approach (en inglés). Brill.
- Lissarrague, François (1994). «Figures of Women».  En Pauline Schmitt Pantel, ed. History of Women in the West, Volume I: From Ancient Goddesses to Christian Saints (en inglés). Harvard University Press.
- McGinn, Thomas A. J. (1998). Prostitution, Sexuality and the Law in Ancient Rome (en inglés). Oxford University Press.
- McGinn, Thomas A. J. (2004). The Economy of Prostitution in the Roman World. A Study of Social History and the Brothel (en inglés). University of Michigan Press.
- McLynn, Frank (2009). Marcus Aurelius: A Life (en inglés). Da Capo Press.
- Lundeen, Lesley E. (2010). «In search of the Etruscan priestess: a reexamination of the hatrencu».  En Celia E. Schultz; Paul B. Harvey, eds. Religion in Republican Italy (en inglés). Cambridge University Press.
- Milnor, Kristina (2009). «Women in Roman Historiography».  En Andrew Feldherr, ed. The Cambridge Companion to the Roman Historians (en inglés). Cambridge University Press.
- Olson, Kelly (2008). «The Appearance of the Young Roman Girl».  En Jonathan Edmondson; Alison Keith, eds. Roman Dress and the Fabrics of Roman Culture (en inglés). University of Toronto Press.
- Parker, Holt N. (1997). «The Teratogenic Grid».  En Judith P. Hallett; Marilyn B. Skinner, eds. Roman Sexualities (en inglés). Princeton University Press.
- Pomeroy, Sara B. (1995). Goddesses, whores, wives, and slaves : women in classical antiquity (en inglés). Schocken Books.
- Rawson, Beryl (1987). «The Roman Family».  En Beryl Rawson, ed. The Family in Ancient Rome (en inglés). Cornell University Press.
- Rawson, Beryl (1999). «The Iconography of Roman Childhood».  En Beryl Rawson; Paul Weaver, eds. The Roman Family in Italy (en inglés). Oxford University Press.
- Rawson, Beryl (2003). Children and Childhood in Roman Italy (en inglés). Oxford University Press.
- Rawson, Beryl (2010). «Finding Roman Women».  En Nathan Rosenstein; Robert Morstein-Marx, eds. A Companion to the Roman Republic (en inglés). Blackwell.
- Richardson, L. (1992). A New Topographical Dictionary of Ancient Rome (en inglés). Johns Hopkins University Press.
- Richlin, Amy (1992). The Garden of Priapus: Sexuality and Aggression in Roman Humor (en inglés). Oxford University Press.
- Rüpke, Jörg (2008). Fasti Sacerdotum: A Prosopography of Pagan, Jewish, and Christian Religious Officials in the City of Rome, 300 BC to AD 499 (David Richardson, trad.) (en inglés). Oxford University Press.
- Saller, Richard (2000). «Status and patronage».  En Alan K. Bowman; Peter Garney; Dominic Rathbone, eds. The Cambridge Ancient History. Volumen XI (en inglés). Cambridge University Press.
- Scheid, John (2003). An Introduction to Roman Religion (en inglés). Indiana University Press.
- Schilling, Robert (1992).  Yvès Bonnefoy, ed. Roman and European Mythologies (Wendy Doniger, trad.) (en inglés). University of Chicago Press.
- Schultz, Celia E. (2006). Women's Religious Activity in the Roman Republic (en inglés). University of North Carolina Press.
- Sherwin-White, A. N. (1979). Roman Citizenship (en inglés). Oxford University Press.
- Skinner, Marilyn B. (1997). «Introduction».  En Judith P. Hallett; Marilyn B. Skinner, eds. Roman Sexualities (en inglés). Princeton University Press.
- Fagan, Garrett G. (2002). Bathing in Public in the Roman World (en inglés). University of Michigan Press.
- Spaeth, Barbette Stanley (1995). The Roman Goddess Ceres (en inglés). University of Texas Press.
- Staples, Ariadne (1997). From Good Goddess to Vestal Virgins: Sex and Category in Roman Religion (en inglés). Routledge.
- Syme, Ronald (2002). Sallust (en inglés). University of California Press.
- Tatum, W. Jeffrey (1999). The Patrician Tribune: Publius Clodius Pulcher (en inglés). University of North Carolina Press.
- Thomas, Yan (1994). «The Division of the Sexes in Roman Law».  En Pauline Schmitt Pantel, ed. History of Women in the West, Volume I: From Ancient Goddesses to Christian Saints (en inglés). Harvard University Press.
- Treggiari, Susan (1991). Roman Marriage: Iusti Coniuges from the Time of Cicero to the Time of Ulpian (en inglés). Oxford University Press.
- Watson, Alan (1995). The Spirit of Roman Law (en inglés). University of Georgia Press.

#### Artículos
- Golden, Mark (1988). «Did the Ancients Care When Their Children Died?». Greece & Rome (en inglés) 35 (2): pp. 152-163.
- Marshall, Anthony J. (1990). «Roman Ladies on Trial: The Case of Maesia of Sentinum». Phoenix (en inglés) 44 (1): pp. 46-59. doi:10.2307/1088565.
- McDonough, Christopher Michael (1997). «Carna, Proca and the Strix on the Kalends of June». Transactions of the American Philological Association (en inglés) 127: pp. 315-344. doi:10.2307/284396.
- Sullivan, J. P. (1979). «Martial's Sexual Attitudes». Philologus (en inglés) 123 (1-2): pp. 288-302. doi:10.1524/phil.1979.123.12.288.